# Interpretazioni revisionistiche del Risorgimento
Le interpretazioni revisionistiche del Risorgimento sono letture storiografiche critiche del periodo conosciuto come Risorgimento, fase della storia d'Italia contemporanea in cui la penisola ha conseguito la propria unificazione politica
Vari autori e personaggi politici hanno dato luogo a diverse letture circa il fenomeno dell'unificazione italiana, spesso con prospettive ed esito differente, ma accomunate dall'essere alternative rispetto a quelle della storiografia risorgimentale consolidata. Le reinterpretazioni degli eventi non hanno un'unica origine e si muovono lungo diversi filoni di ricerca. La messa in discussione degli assunti della storiografia risorgimentale proviene sia da una parte ristretta del mondo accademico, che da diversi studiosi indipendenti, tra cui numerosi saggisti, che hanno riesaminato tale periodo secondo molteplici approcci interpretativi. Lo sviluppo e l'articolarsi di diverse scuole di pensiero, negli ultimi cinquant'anni, ha generato l'emersione di letterature critiche nei confronti della storiografia più diffusa, la quale è stata progressivamente oggetto di contestazioni sempre più numerose e polemiche.

## Le origini e le teorie di Giacinto de' Sivo
Negli anni immediatamente successivi all'unità d'Italia alcuni ex sudditi borbonici diedero alle stampe le prime opere che proponevano un'analisi critica del processo di unificazione politica dei territori che costituivano il Regno delle due Sicilie con quelli degli altri stati preunitari unitari che arrivo' a formare nel 1861 lo stato italiano come Regno d'Italia. In quest'ambito è riconoscibile il fiorire di una letteratura memorialistica, in cui soprattutto ex-appartenenti al disciolto Esercito delle Due Sicilie riportarono la propria interpretazione dei fatti. Tra questi vi sono i fratelli Pietro e Ludovico Quandel (autore di Una pagina di storia: giornale degli avvenimenti politici e militari nelle Calabrie dal 25 luglio al 7 settembre 1860), Giovanni delli Franci (autore di Cronaca di artiglieria per la difesa di Gaeta), Giuseppe Ferrarelli e Giuseppe Buttà. Cappellano militare del 9º Battaglione Cacciatori dell'Esercito borbonico, ed esule a Roma presso la corte di Francesco II, quest'ultimo fu autore di Un viaggio da Boccadifalco a Gaeta (1875), opera autobiografica in cui si narrano le vicende della spedizione dei Mille dallo sbarco di Marsala fino all'assedio di Gaeta viste dalla parte degli sconfitti. Buttà descrisse gli eventi facendo ricorso ad un linguaggio tagliente e sarcastico, senza lesinare critiche nei confronti di alcuni ufficiali borbonici, da lui accusati di viltà o tradimento nei confronti della corona. Pur con i limiti derivanti dall'essere trasposizioni di punti di vista individuali, queste opere memorialistiche vengono citate da numerosi revisionisti, i quali attribuiscono loro valore di documento storico.

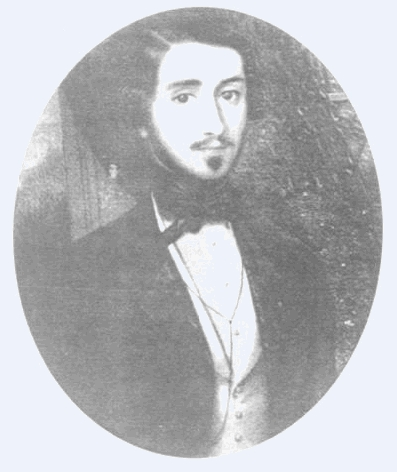
Giacinto de' Sivo

Il primo storico ad elaborare una visione storiografica alternativa a quella della vulgata fu probabilmente Giacinto de' Sivo, membro della Commissione per l'istruzione pubblica e consigliere d'Intendenza della provincia di Terra di Lavoro del Regno delle Due Sicilie. De' Sivo proveniva da una famiglia di lunga fedeltà alla dinastia borbonica, in cui il nonno, omonimo, aveva provveduto ad armare a proprie spese truppe per contrastare la Repubblica Napoletana giacobina sostenuta dalla Francia; lo zio Antonio aveva partecipato come ufficiale alla spedizione sanfedista del cardinale Ruffo; e il padre Aniello era un valoroso ufficiale dell'Esercito delle Due Sicilie.
Allievo di Basilio Puoti, da cui derivò lo stile riconoscibile in tutte le sue opere, de' Sivo fu certamente un legittimista convinto e fervente cattolico, coerentemente con le tradizioni di famiglia. All'entrata di Garibaldi a Napoli, fu destituito dall'incarico di Intendente e arrestato una prima volta il 14 settembre 1860 per aver rifiutato di rendergli omaggio. Di questo primo episodio di prigionia dirà anni dopo, descrivendo il clima che si respirava nella capitale nelle settimane successive all'invasione:
(Giacinto de' Sivo)
Rilasciato dopo alcune settimane, venne nuovamente arrestato il 1º gennaio 1861. Ancora rilasciato, fondò un giornale legittimista, La tragicommedia, sulle pagine del quale egli si proponeva di ricordar la patria quando più non v'è patria, ricordar le ricchezze dileguate, l'armi perdute, fra' rimbombi de' cannoni, e i gemiti de' fucilati, e i lagni de' carcerati. Il giornale fece in tempo ad uscire con soli tre numeri, prima di essere soppresso. A tal proposito, de' Sivo, arrestato per la terza volta, lamentò "a me fanno un processo per cospirazione contro l'Italia. Nessuna libertà d'opinione, fuorché pe' rivoluzionarii".
Scelta finalmente la via dell'esilio presso la corte di Francesco II a Roma, de' Sivo divenne uno dei punti di riferimento culturale del movimento legittimista, e iniziò una lunga opera di analisi storiografica. Nelle sue opere, dedicate alla cronaca ed all'analisi degli eventi che portarono all'unificazione, de' Sivo giudicò tale processo come un'aggressione nei confronti di due stati sovrani (Due Sicilie e Chiesa), in violazione del diritto internazionale ed in particolare dei valori spirituali e civili della nazione napoletana.
Nel 1861 pubblicò il suo primo saggio storico L'Italia e il suo dramma politico nel 1861, nel quale giudicò l'unificazione un processo elitario e lontano dagli interessi dei popoli, condotto attraverso violenza delle armi e la diffusione di menzogne.
I temi di cui sopra furono approfonditi nel suo volume successivo I Napolitani al cospetto delle nazioni civili. In quest'opera egli non si limitò a rimpiangere la dinastia borbonica, ma identificò la causa fondante degli accadimenti del 1860/61 in un disegno più ampio, diretto a mutare non solo la natura del governo del Regno delle Due Sicilie, ma quella dei suoi abitanti, con particolare riferimento alle convinzioni morali e religiose. Secondo tale tesi, tali accadimenti sarebbero infatti inquadrabili in un più vasto movimento, ideologicamente ostile all'influenza della religione sulla cultura e sulle tradizioni dei popoli. Egli lamentò inoltre la confusione tra unità politica e unità morale, contrapponendo i concetti di stato e nazione, ed affermando che per sua natura ed evoluzione storica l'Italia non fosse destinata ad essere unita, in quanto coacervo di nazioni distinte riunite sullo stesso territorio:
(Giacinto de' Sivo)
A suo giudizio, questo processo violento, estraneo alla natura dei popoli coinvolti, compromise ogni possibilità di unione effettiva, in quanto originato dalla guerra di Italiani contro Italiani, e fu causa della dispersione della parte migliore della società, a tutto vantaggio delle nazioni straniere. Nel suo atto di accusa contro gli avvenimenti in corso, egli tracciò le conseguenze dell'annessione, gettando le basi per gli argomenti di critica di una parte degli storici meridionalisti successivi, quali la riduzione dei territori dell'ex Regno delle Due Sicilie in condizione di minorità, la spoliazione del tesoro statale per ripagare i debiti del Piemonte e la corruzione precedente all'invasione:
(Giacinto de' Sivo)
Prima di concludere il suo scritto con un appello alle nazioni europee perché intervengano per dirimere una questione che si svolge in spregio alle norme del diritto internazionale, egli identificò come movimento di resistenza legittima del popolo delle Due Sicilie ciò che veniva chiamato brigantaggio:
(Giacinto de' Sivo)
Negli anni successivi, nonostante i rischi di persecuzioni e le difficoltà di trovare tipografi disposti a stampare la sua testimonianza, lo storico elaborò la sua opera più rappresentativa, Storia delle Due Sicilie dal 1847 al 1861, pubblicata a Roma e a Trieste in diversi volumi tra il 1862 e il 1867..
In essa egli riprese ad approfondì molti dei temi che erano stati abbozzati ne “I Napolitani al cospetto delle nazioni civili”. Quando comparve, l'opera fu recensita sulle pagine della Civiltà Cattolica da parte di uno dei suoi autorevoli fondatori, il gesuita Carlo Maria Curci, come lavoro di “altissimo pregio” per quanto atteneva “[...] a sanità di principii, a nobili sentimenti di onestà e di religione, a coraggiosa franchezza nel qualificare le cose e le persone coi proprii loro nomi, e, per ciò che noi possiamo giudicarne, eziandio quanto a veracità di fatti narrati. Successivamente, Francesco Berardinelli, dantista e direttore della Civiltà Cattolica, lodò l'opera affermando “i pregi singolari del primo libro [...] ritornano a far mostra di sé nel presente volume [...] e il loro valore è tanto maggiore [...] quanto maggiore è la copia e l'importanza de' fatti..
La “Storia”, che costituisce il punto più alto della produzione storiografica di de' Sivo, descrive in forma di cronaca, interpreta e giudica le vicende relative all'unificazione come inscritte all'interno delle leggi della storia, che egli ritiene non poter essere distinte dal progresso civile e dal destino morale dei popoli. In particolare, egli scrive che tale progresso debba essere “legale, conservatore, definito. Legale, perché non sorga l'arbitrio; conservatore, perché non distrugga gli ordini compositori dello Stato; definito, perché finito è l'uomo, né può aspirare a beni infiniti in terra”. In questo senso, le rivoluzioni, e in particolare quella in atto, hanno il solo fine di rovesciare il patrimonio culturale delle nazioni attraverso la manipolazione degli accadimenti passati e la costruzione di un futuro non coerente con il destino morale e storico di un popolo: “Narrando il passato a rovescio, congiuravano a rovesciare l'avvenire”. L'analisi storiografica di de' Sivo non è scevra di critiche verso la monarchia borbonica, la quale, suo giudizio, si sarebbe macchiata di eccessiva tolleranza nei confronti dei movimenti succedutisi a partire dal 1799, la quale avrebbe fatto in modo la rivoluzione continuasse a diffondersi fino a quando, “diventata Governo costituzionale in Piemonte, e confortata di poderosi aiuti stranieri, intese alla distruzione di tutti i troni italiani a proprio profitto, cominciando dal sabaudo, il più dominato di tutti da lei: anzi il solo tra tutti, perché portosi ad essere suo docile ed inerte strumento”.
In quest'ambito egli individua nella propaganda liberale il substrato preparatorio all'invasione. La mistificazione dei fatti è iniziata a suo parere ai tempi della fallita rivoluzione del 1848, a seguito della quale la stampa liberale deformò gli accadimenti a proprio uso e consumo: “Intanto si stampano storie dove i fatti s'aggiustano alle idee; pinti eroi i ribelli, tristi i fedeli, scambiate all'incontrario le idee semplici di vizio e di virtù”. Tale mistificazione continuò con le famose lettere di lord Gladstone, che etichettarono il Regno delle Due Sicilie come “la negazione di Dio eretta a sistema di governo’”, le quali fecero in modo che “Napoli, le Sicilie, il re, la magistratura, l'amministrazione, l'esercito, il clero, la nobiltà e gl'ingegni nostri furono immorali ed atei giudicati. Nove milioni d'abitanti vivean col pensiero negativo della Divinità”.
Le fallite rivoluzioni, avendo avuto tra i promotori una parte degli intellettuali, condussero secondo de' Sivo alla diffidenza verso tale classe da parte di Ferdinando II, ed all'accentramento del potere nella sua persona, cosa che determinò, una volta mancato lui, l'incapacità del regno di resistere agli avvenimenti.
Nelle pagine conclusive della sua opera, e coerentemente con la propria natura e filosofia di fervente cattolico, e della propria visione morale e finalistica della storia, de' Sivo individuò nella progressiva azione di allontanamento del Regno delle Due Sicilie dallo stato di vassallaggio nei confronti della Chiesa, messa in atto dalla dinastia Borbone, la causa ultima del disfacimento. Tale allontanamento fu, secondo lo storico, determinato ad arte da parte degli elementi massonici presenti all'interno dell'amministrazione e della corte del regno delle Due Sicilie. Al fine di recuperare la propria identità, quindi, secondo de' Sivo il popolo napoletano deve procedere ad un recupero delle proprie radici storiche e spirituali.

## Il revisionismo fra la fine del XIX e la prima metà del XX secolo
Alla fine dell'Ottocento iniziarono a comparire i primi contributi alternativi rispetto alla corrente storiografica più diffusa sul Risorgimento italiano. Tali opere fornirono il substrato di base su cui vennero edificate le teorie revisioniste successive.
Un primo esempio fu lo scrittore Alfredo Oriani, il quale pose in discussione l'esito delle vicende risorgimentali nella sua opera La lotta politica in Italia (1892), nella quale esaminò il contrasto tra federalismo e unitarismo. Oriani criticò la "conquista regia" come un'azione unilaterale di creazione di un nuovo Stato, ipotizzando che senza l'appoggio di un saldo movimento democratico, quest'ultimo si sarebbe rivelato debole nelle fondamenta. Tale opera è considerata il prototipo di un primo revisionismo storiografico sull'Italia moderna, alternativo alla storiografia apologetica sabauda.

### Francesco Saverio Nitti

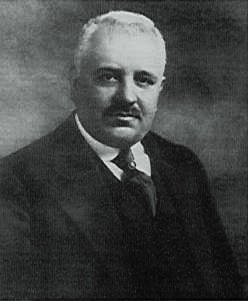
Francesco Saverio Nitti

Un'altra tesi originale per l'epoca fu avanzata da Francesco Saverio Nitti. Nitti si distanziò dalla storiografia del suo tempo, ritenendo il Risorgimento la conseguenza di una grande tradizione artistica e letteraria. Egli escluse che i moti liberali fossero scaturiti da una volontà popolare, ritenendo che essi siano stati animati dalle classi più colte. Infatti lo studioso lucano disse che in ogni fermento avvenuto nel regno borbonico le masse meridionali, «anche se mal guidate o fatte servire a scopi nefandi», furono sempre dalla parte dei sovrani napoletani. Nei suoi saggi Nord e Sud (1900) e L'Italia all'alba del secolo XX (1901), analizzò le conseguenze dell'Unità nazionale a partire da un quadro illustrativo della situazione politico-economica negli stati preunitari.
Ritenne che il Regno di Sardegna, sconvolto da una grave depressione economica per via di numerosi lavori pubblici improduttivi, fu costretto ad evitare il fallimento solo fondendo la propria finanza con quella di un altro «stato più grande» ma escluse negli intenti di Cavour una mera occupazione, poiché lo statista voleva «fare di Napoli a ogni costo e con ogni sacrifizio una grande città industriale: e sviluppare nello stesso tempo le risorse agrarie del Mezzogiorno», considerando gli «uomini che vennero dopo di lui, o forse le circostanze inevitabili, o forse la stessa azione dei meridionali» le principali cause della tribolazione del sud.
Benché ammirasse la finanza borbonica, che definì "onesta", Nitti ritenne che l'amministrazione del reame era, allo stesso tempo, dannosa per lo sviluppo del meridione, poiché era volta ad economizzare su tutto, impedendo, così, lo sviluppo infrastrutturale. Secondo la tesi nittiana, il Regno delle Due Sicilie, con la sua politica «gretta e quasi patriarcale» che non guardava al futuro ma che garantì «uno stato di grossolana prosperità», lasciò, al 1860, un enorme patrimonio monetario e demaniale che avrebbe dato man forte allo sviluppo meridionale. In realtà il meridionalista non vide i benefici distribuiti in maniera equa in tutto il paese ma solo favoritismo nei confronti dell'Italia settentrionale a scapito del Mezzogiorno, imputabile anche al pressappochismo della classe dirigente meridionale, che «fatte alcune nobili eccezioni [...] vale assai poco».
Nella sua ottica, il brigantaggio fu, in massima parte, un movimento secolare di protesta proletaria e il brigante era visto sovente dal popolo come «il vendicatore e il benefattore: qualche volta fu la giustizia stessa». Egli non considerava tale fenomeno una lotta partigiana in favore dei Borbone ma un movimento da loro sfruttato per poter cacciare gli eserciti invasori, sin dai tempi della Repubblica Napoletana del 1799. Come i suoi avi, anche Francesco II attuò «la stessa politica che più di sessant'anni prima avea salvata la corona del suo bisavolo. Egli e i suoi, prima di andar via, gittarono in fiamme il reame». Il popolo, benché lottasse in suo nome, maturò principalmente rancore contro i ceti borghesi e la sua persecuzione, ad opera del nuovo governo, fu da lui considerata terribile e crudele, «ed è costata assai più perdite di uomini e di danaro la repressione del brigantaggio di quel che non sia costata qualcuna delle nostre infelici guerre dopo il 1860».

Le tesi di Nitti vennero viste al tempo come un encomio ai Borbone, ma lui si difese rammentando che i suoi ascendenti, di idee mazziniane, furono tra i maggiori bersagli del vecchio governo e invitava «ad avere l'obbligo e il bisogno di giudicare senza preconcetti». Per lui l'unità, con tutti i suoi difetti, portò altrettanti vantaggi e all'inizio del secolo XX commenterà: 

### Gaetano Salvemini

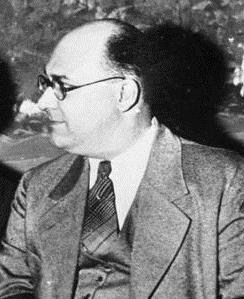
Gaetano Salvemini

Gaetano Salvemini appartiene alla seconda generazione di storici che analizzarono il Risorgimento criticamente, senza cioè intenti celebrativi, ed influenzò a sua volta gli studiosi successivi. Per Salvemini il Risorgimento avrebbe potuto essere il punto di partenza di uno stato nazionale moderno, fondato sul federalismo e sulla diffusione ed affermazione delle idee socialiste e democratiche (con tutte le conquiste politiche, sociali ed economiche a esso legate) che avrebbero garantito all'Italia uno sviluppo organico di tutte le sue regioni e avrebbero piegato la reazione Centro propulsore della lotta nazionale per il trionfo della democrazia sulle forze conservatrici, avrebbe dovuto essere la città di Milano.
L'unificazione d'Italia, scriveva Salvemini nel 1902, venne però realizzata su basi centraliste e non federaliste e fu espressione di forze non democratiche: il nuovo stato traeva la sua forza dall'alleanza fra il capitalismo settentrionale e la grande proprietà terriera meridionale, responsabili di aver imposto all'Italia una politica protezionista rovinosa, soprattutto per il Sud, un sistema tributario iniquo e l'adozione del suffragio ristretto (definito da Salvemini «cretino») che escludeva, in pratica, dal voto, le classi più povere.
Sempre nel 1902 l'intellettuale e politico pugliese metteva in evidenza che la vendita dei beni ecclesiastici e demaniali, realizzato all'indomani dell'unità, fu « [...] un turpe mercato fra l'Italia una e i possidenti meridionali, mediante il quale questi comprarono a buon mercato il diritto di conquistare enormi estensioni di terreno rubandole ai poveri. Garibaldi avrebbe voluto che le terre pubbliche fossero distribuite gratuitamente fra i nullatenenti del Mezzogiorno...ma i baroni meridionali non ci avrebbero guadagnato nulla...moderati nordici e baroni sudici [sic] si accordarono per derubare le plebi meridionali e dividersi la preda». Erano pertanto sempre queste ultime a pagare, non i nobili e i latifondisti che le sfruttavano. Tuttavia mentre gli operai del nord avevano un partito che ne difendeva gli interessi (il Partito Socialista Italiano), le popolazioni del Sud, meno politicizzate e tutelate, si trovavano in balia dei latifondisti locali che avevano nella piccola borghesia meridionale una preziosa alleata. Quest'ultima, oziosa e volgare, suscitava in Salvemini un profondo disprezzo, Scriveva Salvemini riferendosi ai piccoli borghesi meridionali: « [...] andate un pomeriggio d'estate in uno di quei circoli di civili, in cui si raccoglie il fior fiore della poltroneria paesana; ascoltate per qualche ora conversare quella gente corpulenta, dagli occhi spenti, dalla voce fessa, mezzo sbracata, grossolana e volgare nelle parole e negli atti, badate alle scempiaggini, ai non sensi, alle irrealtà di cui sono infarciti i discorsi...». soprattutto se paragonata alla sobrietà, laboriosità e dignità dei contadini meridionali.
Ancora nel 1952 Salvemini segnalava le gravi responsabilità che la piccola borghesia aveva avuto, e continuava ad avere, nel mancato sviluppo del Mezzogiorno, ma « [...] di questa responsabilità i borghesi meridionali amano rimanere ignoranti. Trovano comodo prendersela con i settentrionali. Ebbene, quella responsabilità noi meridionali dobbiamo metterla in luce, sempre. Bisogna impedire che i meridionali dimentichino se stessi per non far altro che sbraitare contro i settentrionali.»
Nell'ambito delle critiche al processo risorgimentale, ed alle modalità con le quali esso fu applicato, Salvemini pose l'accento sul fatto che l'economia dell'ex Regno delle Due Sicilie, ed in particolare della città di Napoli, fosse stata completamente distrutta: « [...] se dall'unità il Mezzogiorno è stato rovinato, Napoli è stata addirittura assassinata: ha perduto la capitale, ha finito di essere il mercato del Mezzogiorno, è caduta in una crisi che ha tolto il pane a migliaia e migliaia di persone.»

### Antonio Gramsci
Nello stesso filone antiapologetico di Salvemini, ma con connotazioni spiccatamente marxiste, si inserisce l'analisi revisionista di Antonio Gramsci. La questione meridionale, il giacobinismo, la costruzione del processo rivoluzionario in Italia, il Risorgimento percepito come una rivoluzione agraria mancata, sono i temi centrali della sua analisi.
Per Antonio Gramsci il processo risorgimentale ebbe inizio nel Settecento. In questo secolo si produsse infatti un fenomeno di differenziazione tra una corrente di matrice neoguelfa, che assegnava all'Italia un primato civile e morale nel mondo in quanto culla del cattolicesimo e del Papato, e una di matrice laica, sostenitrice anch'essa del primato italiano anche se non originato né dipendente dalla Chiesa cattolica. Questa seconda corrente confluirà successivamente nel mazzinianesimo. Solo dopo la rivoluzione francese tuttavia, gruppi di cittadini «disposti alla lotta e al sacrificio» acquisirono la consapevolezza che l'unificazione nazionale fosse non solo possibile ma necessaria.

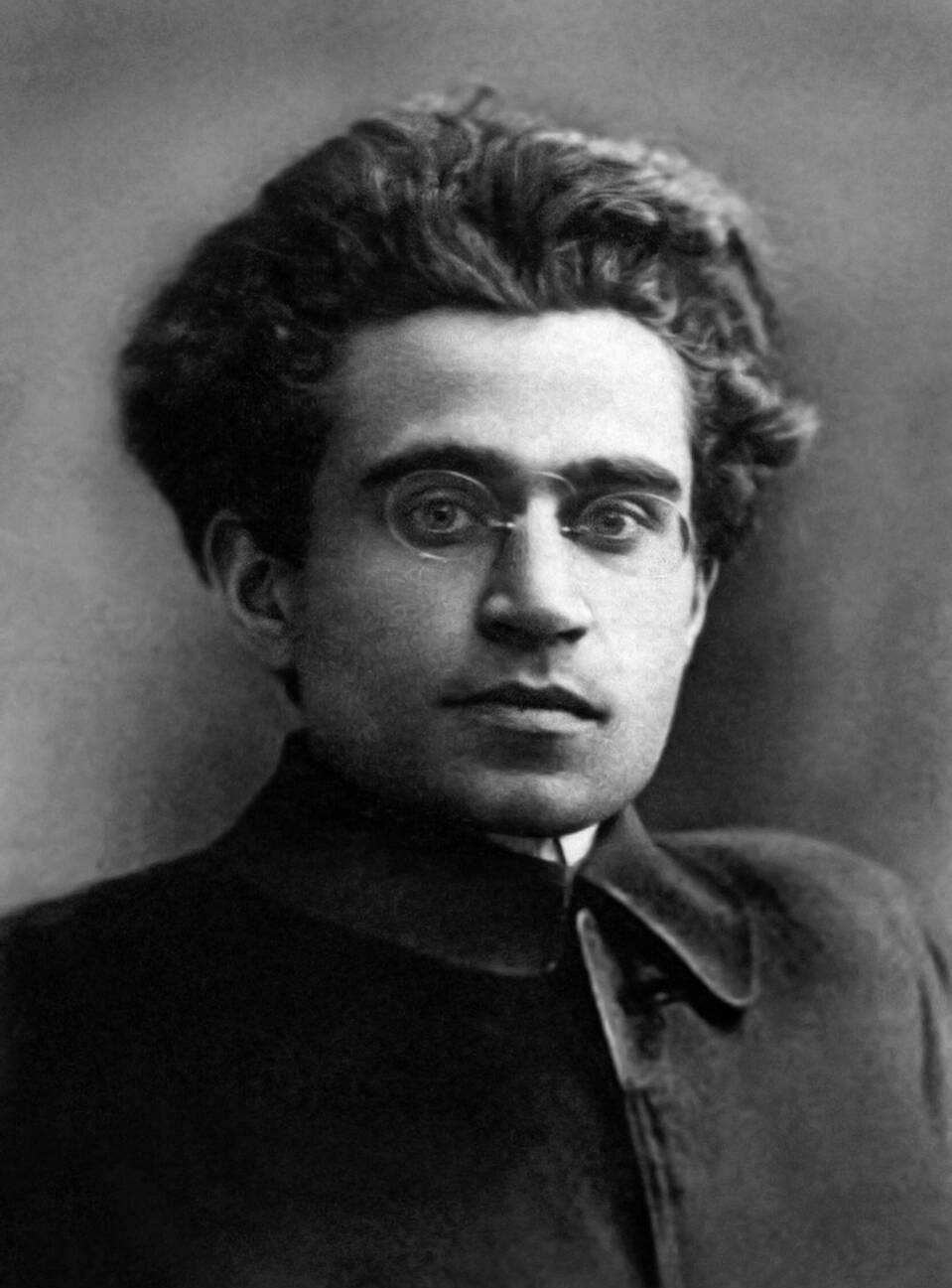
Antonio Gramsci

Fino al 1848 tali gruppi erano tuttavia esigui, dispersi, senza collegamento fra di loro e di gran lunga inferiori per numero alle forze antiunitarie. Fra queste ultime occupava un posto di particolare rilievo la Chiesa. Con la prima guerra di indipendenza il processo storico risorgimentale iniziò ad essere guidato da Casa Savoia e dai moderati che riuscirono a stabilire la propria egemonia intellettuale, morale e politica sull'ala unitarista di ispirazione più democratica rappresentata dal cosiddetto Partito d'Azione (Mazzini, Garibaldi) anche dopo il 1870. I moderati poggiavano infatti la propria forza su una classe sociale omogenea e poterono sviluppare una politica più lineare ed organica, mentre il Partito d'Azione, non essendo espressione di alcuna classe storica finì con l'accettare la supremazia dei primi. Scrive Gramsci: «L'affermazione attribuita a Vittorio Emanuele II di "avere in tasca" il Partito d'Azione o qualcosa di simile, è praticamente esatta non solo per i contatti personali del Re con Garibaldi ma perché di fatto il Partito d'Azione fu diretto "indirettamente" da Cavour e dal Re...».
Per il politico sardo l'azione egemonica del gruppo moderato si strutturò attraverso un ampliamento continuo della sua classe dirigente dovuto non solo all'assorbimento degli alleati ma anche delle élite avversarie. Tale fenomeno, noto con il nome di trasformismo e che caratterizzerà anche la vita politica italiana postrisorgimentale, spiega non solo il successo del processo di unificazione d'Italia, ma anche i limiti che lo hanno contraddistinto. Il Partito d'Azione non poté avere lo stesso potere di attrazione di quello dei moderati perché, per averlo, avrebbe dovuto essere più vicino al popolo e presentarsi con programmi i cui contenuti sociali andassero incontro alle istanze e ai bisogni delle masse, soprattutto contadine. Queste ultime costituivano la classe sociale più povera della popolazione. Un programma di governo realistico non fu invece mai formulato e neppure fu espressa una direzione politica dotata di sufficiente solidità. Per tali ragioni il Partito d'Azione fu spesso dilaniato da conflitti interni.
Le irresolutezze, le ambiguità e infine la rinuncia del Partito di Azione ad affrontare la questione agraria furono alla base della mancata soluzione dei problemi economici delle masse rurali meridionali. Tali problemi, anzi, si erano aggravati a causa della forma in cui era avvenuta l'unificazione fra la parte settentrionale d'Italia e il Mezzogiorno. Secondo Gramsci infatti «l'unità non era avvenuta su una base di uguaglianza, ma come egemonia del Nord sul Mezzogiorno…cioè concretamente che il Nord era una piovra che si arricchiva alle spese del Sud e che il [suo] incremento economico-industriale era in rapporto diretto con l'impoverimento dell'economia e dell'agricoltura meridionale».
Gramsci, nella disamina dell'operato dei governi unitari, rileva che, fino all'avvento della sinistra storica, il proletariato era di fatto escluso dalla partecipazione politica, poiché lo stato aveva fatto, del suffragio, esclusivo appannaggio della classe proprietaria. Sempre lo stato italiano, continua Gramsci «è stato una dittatura feroce che ha messo a ferro e fuoco l'Italia meridionale e le isole, squartando, fucilando, seppellendo vivi i contadini poveri che scrittori salariati tentarono d'infamare col marchio di briganti».
Una siffatta situazione, dovuta a una legislazione sfavorevole che frenava lo sviluppo del Mezzogiorno, aveva potuto prosperare grazie all'alleanza fra le classi egemoni del paese: gli industriali del Nord e i grandi agrari del Sud sostenuti dalla borghesia meridionale. Ancora nel 1926 si era ben lontani dalla soluzione di quella specie di compromesso fra le forze capitaliste che secondo Gramsci « [...] dà alle popolazioni lavoratrici del Mezzogiorno una posizione analoga a quelle coloniali...», mentre i grandi proprietari di terre e la stessa borghesia meridionale « [...] si pongono invece nelle categorie che nelle colonie si alleano alla metropoli per mantenere soggetta la massa del popolo che lavora.», per Gramsci il riscatto del Mezzogiorno sarebbe stato possibile solo attraverso la maturazione dei ceti urbani meridionali e la loro trasformazione in classe dirigente.
Il marxista Antonio Gramsci attribuiva il manifestarsi della Questione meridionale principalmente ai molti secoli di diversa storia dell'Italia meridionale, rispetto alla storia dell'Italia settentrionale, come il Gramsci stesso evidenzia nella sua opera “La questione meridionale - Il Mezzogiorno e la guerra 1, pag. 5), indicando l'esistenza, già nel 1860, di una profonda differenza socio-economica tra il Nord-centro e Sud della penisola italiana, evidenziando anche le gravi carenze delle precedenti amministrazioni spagnola e borbonica.,.

### Piero Gobetti
Le idee di Oriani influirono sul pensiero del liberale Piero Gobetti che nel 1926 criticò la classe dirigente liberale nella sua raccolta di saggi Risorgimento senza eroi. Secondo Gobetti, il Risorgimento fu opera di una minoranza che rinunciò ad attuare una profonda rivoluzione sociale e culturale. Da questa “rivoluzione fallita” nacque uno Stato incapace di venire incontro alle esigenze delle masse.

## Il revisionismo meridionalista dalla seconda metà del Novecento
Il revisionismo risorgimentale conobbe un'evidente radicalizzazione e ripresa a metà del Novecento, dopo la caduta sia della monarchia sabauda, che del fascismo, dai quali il Risorgimento era considerato un mito intangibile. Le mutate condizioni politiche consentirono l'emersione di un gruppo di studiosi iniziarono a ridimensionare il valore dell'operato dei Savoia, formulando in proposito giudizi sostanzialmente negativi. A circa cent'anni di distanza da de' Sivo, gli appartenenti a questo gruppo ne ripresero gli argomenti di critica, addebitando in particolare la causa di gran parte dei problemi del Mezzogiorno al processo di unificazione nazionale. Con il passare degli anni, questo filone di revisionismo risorgimentale ha trovato altri sostenitori, sia meridionali che settentrionali, che hanno ulteriormente approfondito la ricerca sugli eventi controversi del processo di unificazione. Tra questi sono da menzionare Lorenzo Del Boca, Gigi Di Fiore, Pino Aprile (con il suo saggio Terroni), Giordano Bruno Guerri Fulvio Izzo, Aldo Servidio, Pier Giusto Jaeger, Carlo Coppola e Luciano Salera.
La massima parte di tali revisionisti sostiene che il Risorgimento e il processo di unificazione politica degli stati preunitari, con particolare riferimento all'annessione del Regno delle Due Sicilie al nascente Regno d'Italia, abbiano, mediante un'azione di conquista seguita da un'opera di colonizzazione e di sfruttamento sistematico delle sue risorse, causato le problematiche socio-economiche dell'area. È, infatti, opinione ampiamente condivisa da questi autori che le politiche messe in atto nelle province meridionali dai governi unitari a partire dal 1861, furono inadeguate o deleterie per il Mezzogiorno e ne arrestarono o compromisero lo sviluppo.

### Carlo Alianello

Carlo Alianello

Tra i pionieri del revisionismo vi è lo scrittore e sceneggiatore Carlo Alianello. Egli ricostruì i fatti risorgimentali dall'ottica dei vinti, esprimendo un duro atto di accusa verso gli ideatori dell'unificazione e le politiche del regno di Sardegna, pur non rinnegando l'unità della nazione. Per le idee manifestate nella sua prima opera, L'Alfiere (1942), comparsa durante il ventennio fascista, in cui il Risorgimento era considerato un mito "intangibile", Alianello rischiò il confino, che riuscì ad evitare solo per la caduta del regime. Con l'instaurazione della Repubblica Italiana Alianello poté sviluppare la sua linea di pensiero con la pubblicazione de L'eredità della priora (1963), da alcuni considerata la sua opera massima, e La Conquista del Sud (1972), saggio citato spesso nelle opere dei revisionisti a lui succeduti. In continuità con suoi precursori ottocenteschi, secondo Alianello le scelte operate nel processo unitario sarebbero state effettuate dai piemontesi con la complicità del governo britannico e delle massonerie straniere a scopo di mera occupazione. Lo scrittore, contrariamente alla storiografia maggiormente diffusa, ritenne che il processo di unificazione non avesse avuto natura popolare e che fosse stato appoggiato dalle classi abbienti solamente per interessi personali.

### Michele Topa
Nella linea di discendenza culturale, a Carlo Alianello succede il giornalista e divulgatore Michele Topa che, con le sue opere Così finirono i Borboni di Napoli (1959) e I Briganti di Sua Maestà (1967), contribuì a delineare un nuovo approccio al Risorgimento, visto dalla parte dei vinti. Michele Topa, nato a Napoli da madre siciliana e padre calabrese, si laureò in Giurisprudenza e fu Cavaliere di merito del Sacro Militare Ordine Costantiniano di San Giorgio. Giovanissimo, dopo aver partecipato alle Quattro giornate di Napoli, iniziò la carriera giornalistica, dapprima come correttore di bozze e reporter de La Voce, organo del PCI e del PSI, diretto da Mario Alicata e Nino Gaeta. Antistalinista, lasciò La Voce per passare a Il Paese, foglio repubblicano-nittiano, fondato da Amedeo Pistolese. Alla chiusura di questo giornale, Corrado Alvaro lo chiamò a Il Risorgimento. Quando Il Risorgimento riprese il suo vecchio nome, Il Mattino, iniziò la sua lunga permanenza nella redazione del giornale napoletano sotto la guida dei suoi prediletti maestri Giovanni Ansaldo, Carlo Nazzaro e Luigi Mazzacca, prima come redattore, poi capo dei servizi esteri e inviato speciale, collaborando anche alla terza pagina con interventi storico-politici. Nel 1959 pubblicò a puntate Così finirono i Borboni di Napoli, raccolte poi nel 1960 in volume dall’editore Fausto Fiorentino.
Chiamato nel 1966 dal gruppo Corriere della Sera, si trasferì a Roma alla Tribuna Illustrata per la quale dettò I Briganti di Sua Maestà e Il Romanzo dei Savoia. Nel 1969 fu chiamato a Milano da Giovanni Spadolini, neo direttore del Corriere, dove rimase fino al 1974 prima come redattore e poi come capo dell’ufficio esteri. Finita brutalmente la parentesi spadoliniana al Corriere, Indro Montanelli lo invitò, insieme ad altri giornalisti, ad affrontare l’avventura de Il Giornale Nuovo, dove creò da zero l’Ufficio esteri insieme ad un pugno di giovani e valorosi giornalisti, i quali – come Marcello Staglieno, Leo Rossi, e Elio Foti – credevano nelle idee di Montanelli.
Nel 1976 fu inviato come corrispondente politico a Bonn, dove Il Giornale di Milano godeva di solida fama. Dopo dieci anni di intensa a apprezzata attività nella capitale tedesca, un insidioso male lo costrinse ad abbandonare il giornalismo attivo e a lasciar alle spalle lo stress continuo a cui è sottoposto un corrispondente politico.
Ristabilitosi e trasferitosi in Bassa Franconia, si dedicò alla sua vocazione più profonda e ripubblicò – in edizioni ampliate e riviste alla luce della più recente critica storica – Così finirono i Borbone di Napoli. Splendori e Decadenza di un’Antica Dinastia (1990) e I Briganti di Sua Maestà (1993); inaugurando così la collana Storia e Controstoria della Fratelli Fiorentino. Logorato da una salute sempre più fragile, sgomentato dalla cultura politica del Berlusconismo e avvilito per il tenace disinteresse con il quale fu ignorato l’intento squisitamente repubblicano ed unitario del suo contributo storiografico, specialmente da parte delle grandi testate nelle quali aveva militato per decenni, Michele Topa trascorse gli ultimi anni della sua vita in Germania.

### Nicola Zitara
Un autore di spicco del revisionismo storico del risorgimento fu Nicola Zitara, giurista ed economista, politico fra i fondatori del PSIUP, giornalista, direttore del giornale Lotta Continua (giornale), studioso della storia del meridione alla quale dedichera' tutta la vita, esponente di primo piano di quella corrente meridionalista detta "secessionista", autore di innumerevoli scritti, articoli e saggi particolarmente critici nei confronti di quella che l'autore definisce "vulgata risorgimentale". Fondatore nel 1971 del Movimento Meridionale, un'associazione di promozione politica con radici ideologiche socialiste ma con il dichiarato obiettivo di rendere il Meridione italiano indipendente.
Zitara da alla lettura storica del risorgimento un taglio decisamente sociologico-economico.
Tema centrale del pensiero di Zitara è il concetto che "l’unità d’Italia sia stata sostanzialmente un danno, se non la causa principale dei mali che affliggono il Meridione" (cit. da L'Unita' d'Italia: nascita di una colonia), danno perpetrato attraverso la devastazione economica del Regno delle Due Sicilie, regno ritenuto nel periodo preunitario sufficientemente attrezzato per avviarsi verso un proprio modello di sviluppo economico-sociale che l'unita' avrebbe interrotto.
Quindi partendo da un'analisi economica del Regno delle Due Sicilie ante e post risorgimentale, fa una rilettura del risorgimento revisionista e critica, ritenendolo una mera operazione di conquista militare ed economica ai danni del Sud, che sarebbe divenuta una "colonia interna" relegata in quanto tale ad essere un mercato di sbocco e consentire in questo modo, attraverso la rapina di ogni risorsa, lo sviluppo economico ed industriale dell'Italia centro-settentrionale.
Zitara si richiamava nei suoi scritti ad Antonio Gramsci, di cui accettava la tesi che il Nord fosse "una piovra che si arricchisce alle spese del Sud e che il suo incremento economico-industriale è in rapporto diretto con l’impoverimento dell’economia e dell’agricoltura meridionale” (cit.), rimproverava la debolezza dell’idea gramsciana che la frattura tra il proletariato settentrionale e meridionale potesse dipendere da un disinteresse dell’industria settentrionale nei confronti di quella meridionale, ritenendo questa analisi viziata da un errore metodologico e un giudizio moralistico, mentre il fenomeno di sottosviluppo del Sud andrebbe spiegato marxisticamente in termini di rapporti di produzione e di rapporti di classe. Ne rimproverava altresi' l'anaisi economica del Regno delle Due Sicilie ante Unita' ritenuta debole e poco informata.
“Non solo il proletariato settentrionale, ma anche i partiti ufficiali ed extraufficiali della sinistra italiana non possono servire due altari (...) gli interessi del proletariato settentrionale sono inconciliabili con quelli del proletariato meridionale".
Zitara ipotizza come unica soluzione ai problemi del dualismo economico italiano, l'indipendenza del Sud.

## Il revisionismo accademico
Il revisionismo è coltivato, pur se in modalità differenti, da alcuni personaggi del mondo accademico, nella maggior parte dei casi di provenienza estera.

### Denis Mack Smith
L'esempio forse più noto è quello dello storico inglese Denis Mack Smith, la cui attività si concentra sulla storia d'Italia dal Risorgimento ai giorni nostri. Laureatosi a Cambridge, membro della British Academy, del Wolfson College (Università di Cambridge), dell'All Souls College (Università di Oxford) e dell'American Academy of Arts and Science, fu collaboratore di Benedetto Croce e Grande Ufficiale dell'Ordine al Merito della Repubblica Italiana.
Mack Smith ha analizzato in una lunga serie di saggi le figure di maggior rilievo del processo unitario (Garibaldi, Cavour, Mazzini) e le circostanze in cui essi si mossero. Alcune figure, come quella di Garibaldi, hanno suscitato la sua ammirazione. Nella biografia intitolata "Garibaldi, una grande vita in breve", lo storico inglese inizia il saggio con l'affermazione: "Con tutti i suoi difetti, Giuseppe Garibaldi ha un suo posto ben fermo fra i grandi uomini del secolo decimonono sostenendo, inoltre, che fosse « [...] persona amabile e affascinante, di trasparente onestà...», che « [...] combatté per la gente oppressa ovunque ne trovasse...» e che fu il maggiore artefice dell'unione delle due Italie.
Anche nei confronti di Mazzini, lo studioso britannico espresse un giudizio positivo: il repubblicano fu ritenuto un « [...] patriota e di gran lunga il maggior profeta del Risorgimento...»
Nella biografia omonima ad esso dedicata, il pensatore fu giudicato positivamente soprattutto per l'impulso democratico dato alla vita del XIX secolo, con particolare riferimento alle sue campagne in favore della sicurezza sociale, del suffragio universale e dei diritti delle donne.
Di diverso segno fu il giudizio dello storico inglese su Cavour. Nel volume "Cavour e Garibaldi" (1954), egli contrappose lo statista piemontese a Garibaldi, a tutto vantaggio di quest'ultimo. Definì, infatti, Garibaldi « [...] moderato e empirico non-rivoluzionario...», « [...] cauto e statista...» mentre Cavour fu considerato « [...] disonesto...maldestro...sbagliato...» sebbene gli fosse riconosciuta una notevole abilità. Sostenne, inoltre, che il conte fosse determinato ad impedire l'unità d'Italia se ci fosse stata qualche possibilità che il merito potesse essere attribuito a forze radicali, repubblicane, popolari o democratiche. Nel suo successivo Storia d'Italia dal 1861 al 1997 Mack Smith ammise tuttavia che « [...] Il conte Camillo di Cavour è il politico più interessante ed efficace della storia italiana moderna...»..
Anche la casa Savoia, con particolare riferimento a Vittorio Emanuele II, fu criticata dallo storico nella sua opera "I Savoia Re d'Italia" (1990). Il sovrano dell'Unità, contrariamente allo stereotipo del "re galantuomo", è da lui descritto come un personaggio di scarsa caratura morale (soprattutto per le numerose avventure extraconiugali) e sperperatore di denaro pubblico. Altrove, lo storico rilevò come il primo sovrano d'Italia ritenesse che ci fossero "solo due modi per governare gli italiani, con le baionette o la corruzione"; che contrariamente all'immagine di sovrano costituzionale egli, pur essendo stato, fra i regnanti della penisola, l'unico a mantenere la costituzione dopo i moti del 1848, ritenesse tale forma di governo inadatta agli italiani; e che avesse segretamente rassicurato Metternich ed il Papa della sua disponibilità ad intervenire contro la Repubblica Romana mazziniana e ristabilire l'assolutismo.
Nel suo saggio Documentary falsification and Italian biography, Mack Smith mise infine in rilievo come la sistematica distruzione, riscrittura in chiave apologetica ed occultamento di documenti ufficiali sia una pratica cui tutti gli stati corrono il pericolo di cadere, ma che in alcuni momenti della storia italiana questa sia stata eletta a sistema. Citando esempi specifici riferiti a personaggi di elevata importanza storica (Vittorio Emanuele II, Lamarmora, Crispi) lo storico fornì altrettanti esempi di manipolazione degli eventi storici ad uso politico. Fra le personalità oggetto di tali manipolazioni vi furono anche Mazzini e Garibaldi.
Anche gli ultimi Borbone delle Due Sicilie furono oggetto di severe critiche da parte di Mack Smith, che li ritenne responsabili di un "corrotto dispotismo".

### Christopher Duggan
Un altro autorevole esponente del revisionismo accademico è Christopher Duggan, allievo di Mack Smith e direttore del Centre for the Advanced Study of Italian Society dell'Università di Reading.

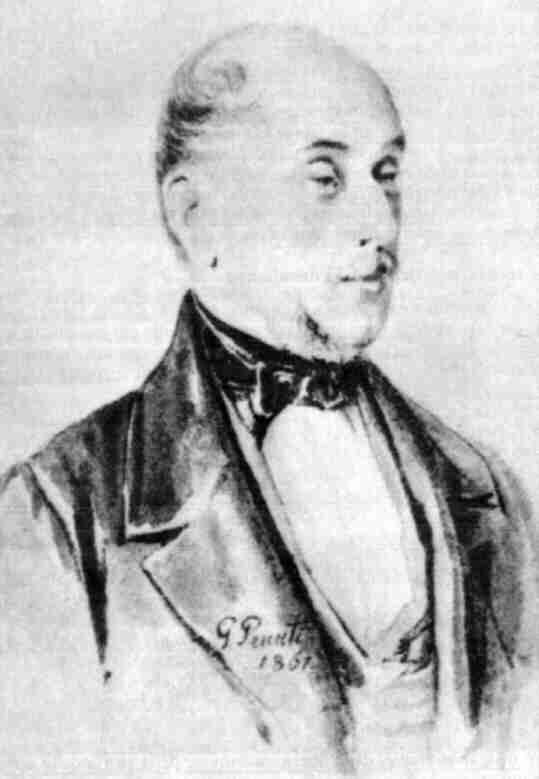
Giuseppe Ferrari

Nell'ambito della sua opera "La forza del destino – storia d'Italia dal 1796 ad oggi", Duggan rivede la storia dell'unificazione nazionale, individuandone il principio nell'ingresso in Italia delle idee rivoluzionarie francesi nel 1796. Tali idee stimolarono, a suo giudizio, l'idea di una nazione italiana, inizialmente in un gruppo ristretto di uomini e donne del ceto colto. Fu questo ristretto gruppo che cominciò ad analizzare le ragioni per cui la penisola, che aveva ospitato la civiltà romana e il Rinascimento, fosse rimasta visibilmente arretrata sul piano economico, culturale e politico, rispetto ad altri paesi europei. Secondo lo storico inglese, la risposta fu individuata nella corruzione del carattere italiano, assunto coerente alle riflessioni di numerosi autori settecenteschi che individuavano in fattori morali l'ascesa o la caduta degli Stati. Ne studia l'evoluzione nazionale, e afferma che ancor oggi, in Italia vi è un clima acrimonioso nei dibattiti storici, legato alla lotta politica, che rende arduo discutere della storia contemporanea italiana, gran parte dei dibattiti storiografici recenti sono, a suo avviso, ricchi di "esagerazioni, omissioni e distorsioni".
Con riferimento al periodo post-unitario, egli riporta che già in occasione del massacro di Pontelandolfo e Casalduni voci in controtendenza come quella del deputato Giuseppe Ferrari, che definiva quanto accadeva una vera e propria “guerra civile”, furono bruscamente zittite, come antipatriottiche e dannose per l'assetto internazionale debole dell'Italia, e rispondendogli che “della violenza nell'Italia meridionale era responsabile il “brigantaggio” e nessun altro”.
Secondo lo studioso inglese, i governi del periodo successivo al 1861 erano costretti a rappresentare i furiosi combattimenti che avvenivano negli ex territori borbonici come unicamente connessi alla criminalità comune, dato che una diversa interpretazione avrebbe cozzato fortemente con gli esiti dei plebisciti, i quali parlavano invece di una popolazione unanimemente a favore dell'unità. Duggan osserva che gli sforzi compiuti per accreditare questa versione sono smentiti dai fatti, dato che nel 1864 ben 100 000 soldati (la metà dell'intero esercito italiano) erano schierati nel Mezzogiorno nel tentativo di rispondere alla sollevazione.
Lo storico riporta, come esempio di scene che, a suo giudizio, indussero molti settentrionali a vedere nel meridione un diverso stadio di civiltà, e non soltanto una popolazione politicamente arretrata, una descrizione dell'ingresso trionfale di "un'orda di briganti" in un paese abruzzese, con alla testa quattro galantuomini del clero, statue di santi e banda musicale, con uomini e donne armate, pronte ad un imminente saccheggio, e partecipanti a una messa solenne con l'esposizione delle effigi di Francesco II e consorte. In aggiunta a ciò, lo storico afferma che numerose figure di primo piano dell'epoca contribuirono a costruire e sostenere l'immagine del Meridione come terra barbara e incolta, ripetendo un luogo comune diffuso da parecchio tempo prima dell'unificazione: che a sud di Roma iniziasse l'Africa. Tra questi Duggan ricorda il caso di Luigi Carlo Farini (Presidente del Consiglio dei ministri del Regno d'Italia tra il 1862 e il 1863) inviato a Napoli come luogotenente nell'ottobre 1860, che scrivendo a Cavour affermò “Ma amico mio, che paesi son mai questi (…)! Che barbarie! Altro che Italia! Questa è Affrica: i beduini, a riscontro di questi caffoni, sono fior di virtù civile”. Lo studioso riporta che affermazioni riguardanti la barbarie, l'ignoranza, immoralità, superstizione, oziosità e codardia dei meridionali furono comuni in numerosi scritti e rapporti del tempo, che lo stesso Cavour scrisse a tal proposito che il meridione era corrotto "fino al midollo" (nell'originale francese jusqu'à la moelle des os) e che simili affermazioni erano anche ferocemente sostenute, con la veemenza caratteristica dei convertiti, da alcuni meridionali esiliati al tempo dei Borbone.
Secondo Duggan, il substrato su cui si poggiavano queste affermazioni era una miscela di “tornaconto e di paura”. Tornava utile, infatti, dipingere come corrotte ed arretrate le terre meridionali, in quanto ciò consentiva al nuovo governo di giustificare l'imposizione della propria costituzione, nonché di leggi, pratiche amministrative ed uomini secondo l'approccio della piemontesizzazione. Dall'altro lato, esisteva una viva preoccupazione rispetto alla possibilità della propagazione delle rivolte, il che avrebbe nuovamente frammentato il paese, con conseguenze imprevedibili.

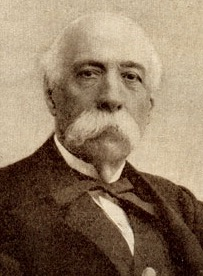
Francesco Crispi

Lo storico ritiene che la pretesa arretratezza delle terre meridionali fu strumentalmente utilizzata per giustificare atti di palese illegalità e violenza. Su tutti, viene ricordato il caso dell'eminente generale piemontese Giuseppe Govone, il quale, inviato in Sicilia con il compito di rastrellare coscritti, fece uso di metodi quali “la messa in stato d'assedio delle città, il taglio delle forniture d'acqua e la presa in ostaggio di donne e bambini”. Nel tentativo di giustificare le sue azioni in parlamento, Govone fece riferimento alla pretesa “barbarie” del territorio, causando lo scoppio di un parapiglia in aula. Francesco Crispi, siciliano, sfidò a duello un eminente deputato settentrionale, e ventuno democratici, tra cui lo stesso Garibaldi, si dimisero.
Duggan esamina inoltre il problema del numero degli uccisi negli anni immediatamente successivi all'Unità, in quella che citando Quintino Sella egli definisce una “vera guerra civile”. A tal proposito, egli effettua un raffronto tra le cifre ufficiali (5 200 tra uccisi in combattimento e giustiziati nel periodo 1861-1865) e quelle recenti che utilizzando le testimonianze locali ed i resoconti della stampa straniera, parlano di alcune decine di migliaia (e fino a 150 000) morti. Egli giudica queste ultime cifre “improbabili ma non impossibili”, dato che la natura stessa di questo tipo di eccidio, come quello di Pontelandolfo, originato secondo Duggan "dalla frustrazione di soldati che operavano in un mondo che li guardava con ostilità", è tale che non ne resta traccia nei documenti ufficiali.
Lo storico inglese critica aspramente il “trapianto a tutta l'Italia delle leggi e delle istituzioni piemontesi”, giudicando che esso fu effettuato “con così poca consultazione, e una fretta e un'insensibilità così grandi, da offendere gravemente le suscettibilità e gli interessi locali”. Se infatti il Piemonte poteva rivendicare un certo primato morale essendo l'unico stato italiano ad avere una Costituzione; sotto altri aspetti quali l'istruzione, il governo locale e la giustizia, la Lombardia, la Toscana ed il Regno delle Due Sicilie avevano credenziali migliori. Solo in tempi recenti, infatti, il Piemonte si era liberato della fama di essere la “parte più arretrata della penisola”.
La sostituzione dei codici preesistenti con le leggi piemontesi causò forti malcontenti in Toscana, in specie per l'introduzione della pena di morte, inesistente nelle sue illuminate tradizioni giuridiche.
Altri malcontenti generalizzati furono dovuti all’introduzione dei prefetti come punti di riferimento locale del sistema di governo. A tal proposito, Duggan osserva che "Non sorprende che nei primi decenni dopo l'Unità un'elevata percentuale dei prefetti provenisse dal Piemonte, o almeno dal Nord del paese; e nel caso di sedi chiave come Milano, Firenze, Napoli e Palermo si trattava quasi senza eccezioni di amici del ministro".
Aspre critiche vengono rivolte da Duggan anche alla figura ed agli studi pseudoscientifici di Cesare Lombroso, che egli sprezzantemente definisce “Un uomo alquanto più fiducioso di possedere la soluzione dei problemi siciliani (e anzi dell'intera umanità)”. Lo studioso inglese fa risalire l'origine delle teorie razziste del medico veronese alla sua esperienza nell'esercito durante la campagna contro il cosiddetto brigantaggio. Essendo incaricato di effettuare le visite mediche ai coscritti, Lombroso ne esaminò e misurò circa 3.000, cominciando da ciò a sviluppare le sue idee sull'origine della delinquenza. Il primo risultato delle sue riflessioni fu un saggio del 1864 sulla connessione tra i tatuaggi dei soldati e la devianza. A partire da questa esperienza, e da studi successivi, tramite una compilazione sistematica di statistiche sulla criminalità iniziata nel 1879, (vedi paragrafo specifico), Lombroso formulò l'assunto secondo cui “la violenza era un buon indicatore di barbarie, e a sua volta la barbarie era un buon indicatore della degenerazione razziale”. Tali teorie razziste, che comprendevano ad esempio l'opinione secondo cui l'incidenza generalmente minore degli omicidi nella metà orientale della Sicilia era in corrispondenza della presenza in loco di popoli “più ricchi di sangue ariano”, sono bollate da Duggan come “un esempio paradigmatico della potenza del pregiudizio nel plasmare l'osservazione presunta imparziale”.
Duggan rivolge la sua attenzione critica anche alla costruzione della mitologia del Risorgimento, definita attraverso le parole di Francesco Crispi, che, secondo lo storico, avrebbe capito la necessità della nazione di avere "santi laici", sostenendo “il bisogno di dare a questa religione della Patria, che deve essere la prima, se non l'unica, la massima solennità, la popolarità massima.“.
Lo storico inglese ritiene che l'idealizzazione del movimento unitario fu perseguita scientemente attraverso l'esaltazione delle figure di Vittorio Emanuele II e Garibaldi, in quanto catalizzatori e omogeneizzatori delle varie, e spesso contrastanti, tendenze monarchiche e repubblicane, federaliste ed unitarie, conservatrici e radicali per dare alla nuova nazione il "mito fondativo". Tale mitizzazione fu sostenuta da una fiumana di letteratura agiografica, soprattutto dopo la morte dei due personaggi (1878 e 1882, rispettivamente) e da un'altrettanto cospicua ed attivamente incoraggiata costruzione di monumenti.
Questa operazione di iconificazione su scala nazionale ebbe accenti di cattivo gusto (come l'apposizione di una lapide in un camerino di Casamicciola ove Garibaldi aveva fatto un bagno), e anche episodi di disinformazione. A tal proposito, Duggan riporta il caso della seria biografia di Garibaldi scritta da Giuseppe Guerzoni nel 1882, che accanto alle virtù ne descriveva gli umanissimi vizi. Essa fu immediatamente bollata come “troppo sofisticata” da Achille Bizzoni, che si affrettò a scriverne una versione edulcorata ad “uso del popolo”.
Duggan riporta inoltre che l'opera di costruzione di una mitologia del Risorgimento fu estesa anche alla “nazionalizzazione” dei curricula scolastici in materia di storia, il cui insegnamento doveva essere effettuato “in modo che i futuri allievi assorbissero dalla storia d'Italia l'amor di patria”. A tal fine, fu effettuata un'accurata manipolazione dei libri di testo, nei quali non si poteva ipotizzare che figure come “Cavour, o peggio ancora Vittorio Emanuele, non erano stati in tutto e per tutto dei patrioti disinteressati”.
A tal fine, ogni volta che un'alta personalità politica moriva, si procedeva ad un attento esame delle sue carte e della corrispondenza privata con il re, in modo da espungere e secretare nella Biblioteca Reale qualunque documento compromettente. Parimenti, la corrispondenza di Cavour fu massicciamente espurgata della feroce ostilità nei confronti di Garibaldi e dei democratici e delle frasi profondamente offensive nei confronti degli italiani.

### Martin Clark
Un altro protagonista del revisionismo di stampo accademico è Martin Clark, docente di storia politica all'università di Edimburgo.
Nella sua opera “Il Risorgimento italiano – una storia ancora controversa”, Clark afferma la non sostenibilità della visione “patriottica e progressista” del processo di unificazione. Lo storico inglese rifiuta la visione teleologica del Risorgimento come processo e fine ineluttabile, ritenendolo piuttosto la concordanza di diversi eventi, alcuni dei quali affatto casuali.
Egli contesta che esistesse già una nazione italiana, dato che solo una ristretta élite culturale aveva coscienza ed orgoglio del proprio passato storico e si sentiva tale. A questo proposito, egli ricorda come solo il 2,5% della popolazione parlasse effettivamente l'italiano, mentre vasta parte degli abitanti della penisola parlava dialetti o lingue locali; e che in ogni caso l'idioma italiano “definiva una comunità culturale, e non un'eventuale comunità politica”. La minoranza di persone che si sentivano italiane, inoltre, costituita per lo più da esponenti dell'avvocatura o da intellettuali di diversa estrazione, auspicava l'indipendenza dai dominatori stranieri, l'Austria fra tutti, ma non l'unità. L'ambiente del tempo, infatti, era fortemente caratterizzato dalla presenza di diffuse tensioni campanilistiche, eredità dell'epoca dei Comuni e mai veramente sopite.
Lo studioso conclude quindi che “l'interpretazione patriottica del Risorgimento è erronea, non foss'altro per il fatto che gli italiani erano divisi e per nulla ansiosi di raggiungere l'unità nazionale”.
L'accademico inglese riconosce anche come gli studiosi di scuola meridionalista (vedi paragrafo specifico) abbiano dimostrato che la società dell'antico Regno delle Due Sicilie non fosse stagnante, e che alcune istituzioni duramente contestate dalla storiografia maggiormente diffusa, come il latifondo, non fossero indice di arretratezza socio-culturale, ma piuttosto la “risposta più appropriata alle condizioni tecnologiche e di mercato esistenti”. In questo contesto, prende corpo la tesi secondo cui furono in realtà le politiche doganali e fiscali adottate dai nuovi governanti a determinare la distruzione dell'economia del Meridione.

### Lucy Riall
Altre analisi del Risorgimento sono condotte anche dalla studiosa irlandese Lucy Riall, formatasi presso la London School of Economics e la Cambridge University, ed attualmente professoressa di storia presso il Birkbeck College dell'Università di Londra. Riall dedica tutto un saggio alla figura di Garibaldi ed alla nascita del suo mito osservando che questo superava le barriere sociali e le frontiere degli stati, individuando in lui il primo eroe moderno a scala planetaria: "Questo rivoluzionario ai margini della politica, pressoché privo di sostegno ufficiale, che rimase al potere per meno di sei mesi in tutta la sua carriera politica, fu di fatto il primo a guadagnarsi una fama di dimensioni veramente mondiali e a raggiungere le masse per mezzo delle nuove tecnologie di stampa...Era tanto odiato dalla Chiesa e dai tradizionalisti quanto era amato dalle giovani generazioni e dagli esclusi.".

### Tommaso Pedio

Tommaso Pedìo

Tra gli storici italiani che rileggono in chiave critica la storia del Risorgimento vi è il potentino Tommaso Pedio, archivista di Stato e docente di storia moderna presso l'università di Bari, il quale assunse posizioni estremamente critiche verso il processo di unificazione politico della penisola. La sua analisi ha carattere sia localistico, concentrandosi spesso sulla sua terra natia, sia più vasto, prendendo in considerazione l'intero Mezzogiorno. In particolare, Pedio considerò l'adesione della borghesia lucana alla causa unitaria come strumentale agli interessi della stessa, alla quale il nuovo governo di Torino avrebbe garantito potere politico e salvaguardia degli interessi economici. Lo storico potentino evidenziò come tale fenomeno si configurasse come un conflitto tra la borghesia dei galantuomini liberali e i miserabili delle classi povere. Pedio non risparmiò aspre critiche ai primi storici risorgimentali: egli, infatti, ravvisò in costoro attitudini di servile adulazione volte alla mistificazione degli eventi storici: 
Lo storico, contrariamente ai suoi coevi, rivalutò, seppur con cautela, lo status economico del Regno delle Due Sicilie. Pedio, pur criticando la politica "paternalista" dei Borbone e la loro avversione all'emancipazione dei più elementari diritti civili, sostenne che sul finire della prima metà dell'Ottocento, nel regno borbonico vennero realizzati, seppur con molti limiti, i presupposti per una trasformazione delle strutture economiche e sociali, i quali andranno perduti dopo l'unità. Dopo i primi impulsi, avvenuti sotto il decennio murattiano, la dinastia borbonica mirò nel rendere economicamente autonomo lo stato meridionale. Pedio individuò nel regno un eccessivo accentramento a livello economico (oltreché politico) di Napoli, che risentì di una grande immigrazione dalle altre province in cerca di lavoro nella capitale e non sempre garantito per tutti nonostante la presenza di opifici e fabbriche. Tuttavia, nei primi decenni dell'Ottocento, Pedio parlò di una progressione delle strutture industriali preesistenti in Campania e Calabria e un'estensione di modesti opifici e piccole o medie fabbriche anche in altre aree del regno, in particolare in Abruzzo, Puglia e, sebbene in maniera molto esigua, in Molise e Basilicata. Il settore tessile, anche se in modo piuttosto eterogeneo, ebbe una certa ripercussione sulle strutture sociali di tutte le province del regno.
Tuttavia, Pedio affermò che, durante il Regno delle Due Sicilie, i salari erano piuttosto bassi, non vi erano norme a tutela dei lavoratori e nessuna sostanziale garanzia; l'operaio, inoltre, non aveva il diritto di protestare per ottenere migliori condizioni di lavoro e lo sciopero poteva essere punito dalla legislazione borbonica come "atto illecito tendente al disturbo dell'ordine pubblico", e il ceto liberale non si intromise in favore del popolo per non ledere i propri interessi. Nonostante le non poche lacune e il mancato raggiungimento di soddisfare completamente i bisogni del Regno, la gestione borbonica ebbe il merito, secondo Pedio, di aver creato i primi stabilimenti moderni della penisola e di aver generato anche notevoli trasformazioni nelle strutture sociali del Mezzogiorno, portando un considerevole aumento demografico. Espresse anche disaccordo con il pensiero di Giustino Fortunato che vedeva una povertà secolare del Meridione, sostenendo che la questione meridionale ebbe inizio con l'unità d'Italia, addossando parte della responsabilità anche alla stessa classe politica del sud.
Pedio si dedicò doviziosamente allo studio del brigantaggio, in cui non intravide, come sostennero alcuni autori liberali, uno scontro reazionario tendente al ripristino della monarchia borbonica, ma una lotta di classe tra il povero bracciante e il ricco possidente. Secondo lo storico, il brigantaggio, problema già noto nel Mezzogiorno, trae origine da fattori economico-sociali. Il latifondismo, causa principale del fenomeno, era un problema secolare del meridione: preminente sotto la dominazione spagnola, affrontato ma non risolto dai Borbone e dal governo napoleonico, rimasto insoluto con l'unità nazionale. Nel 1860, i contadini, davanti alle promesse dei prodittatori nominati da Garibaldi riguardo a una risoluzione demaniale, appoggiarono e seguirono i moti unitari nella speranza di una vita migliore ma la parola non fu mantenuta. Secondo Pedio, la classe liberale non si occupò della ripartizione delle terre per non inimicarsi il ceto borghese, il quale avrebbe visto i suoi interessi danneggiati, oltre al fatto che diede un grande contributo alla formazione dello Stato Unitario, e il nuovo governo italiano rimase impassibile davanti ai bisogni dello strato popolare. La plebe, che non ricavò nulla con il mutamento politico, maturò livore contro il nuovo ordine:
contadini meridionali hanno seguito le forze insurrezionali e accolto le avanguardie garibaldine, si trasforma rapidamente in aperta ostilità non appena il movimento liberale, conseguito il potere nelle province, si oppone alla risoluzione della questione demaniale per non disgustarsi la classe de’ proprietari che sono stati i sostegni veri e precipui del movimento che ha portato l’attuale ordine di cose.»
Ad accrescere la frustrazione popolare è l'aumento delle tasse, l'incremento dei prezzi sui beni primari e il bando della leva obbligatoria, sconosciuta sotto il Regno delle Due Sicilie. Molti renitenti vennero fucilati sul posto e senza neanche aver la possibilità di giustificarsi. I braccianti, divenuti briganti, a cui si aggiunsero banditi comuni, ex garibaldini ed ex militari borbonici, in preda alla rabbia e alla disperazione, iniziarono a dedicarsi a grassazioni e saccheggi, il loro obiettivo principale erano le classi abbienti e l'intervento militare del nuovo stato italiano non cambiò la situazione:
Il governo borbonico in esilio guardò al malcontento contadino come una circostanza favorevole per riprendersi il trono, promettendo al ceto subalterno benefici e soprattutto la risoluzione dell'annosa questione demaniale. Il popolo disperato, convinto che una restaurazione borbonica avrebbe portato loro diritti, accettò il suo sostegno:
A sostenere il brigantaggio vi erano, oltre ai comitati collegati al governo borbonico, lo Stato Pontificio e persino alcuni ex carbonari che non approvarono l'andamento del nuovo sistema politico e i metodi adottati dalle truppe regie. Con questi supporti la disordinata reazione contadina si trasformò in un ben organizzato movimento politico. Pedio, però, sostiene che i briganti vennero abbandonati a sé stessi e i notabili filoborbonici, davanti ai deputati del regno italiano scesi nel meridione per indagare sul brigantaggio, manifestarono servilismo e furono tra coloro che sollecitarono la sua repressione:

### Salvatore Lupo
La rilettura storica di questo studioso parte dall'inizio del secolo XIX, in quanto secondo Lupo l'unificazione italiana, al pari della maggior parte dei maggiori eventi della storia non era ineluttabile, ma fu la realizzazione di un sogno e un disegno di determinanti movimenti politici, avvenuto con azioni e reazioni spesso caotiche e persino incoerenti. A seguito della restaurazione Lupo osserva che la penisola era suddivisa in 6 stati indipendenti (a cui aggiungere il Lombardo Veneto incluso nell'Impero asburgico) con scarse relazioni economiche e privi di un coordinamento istituzionale, la maggior parte della popolazione era analfabeta e quindi è accettabile ipotizzare che non fosse in grado di elaborare una consapevolezza personale di italianità, diversamente le persone appartenenti ai ceti colti poterono immaginare l'italianità utilizzando dei modelli ideali come quello presentato nei Sepolcri (1807) dal Foscolo. Politicamente a questa identità italiana si rifacevano diversi gruppi: i liberali, i democratici, i cospiratori di società segrete, in altre parole, a suo avviso, tutti gli oppositori dei sette governi monarchici e assolutistici, che desideravano la scomparsa del dominio straniero (diretto o indiretto) e una confederazione di stati italiani, ognuno con la concessione della costituzione; in seguito da questo campo politico si distingueranno i repubblicani mazziniani propugnando l'idea dell'Italia come unico stato.
Analizzando la parola Risorgimento Lupo osserva che questo termine nasconderebbe le contraddizioni dei patrioti, l'alternarsi di faziosità e solidarietà, le spinte passionali e le violenze degli scontri che caratterizzavano sia i patrioti che i loro oppositori, l'espressione Risorgimento sarebbe quindi un termine "edificante" che porrebbe i suoi protagonisti a maestri di morale, contro cui noi oggi, a grande distanza di tempo, saremmo "spinti per reazione a fare loro la morale, secondo i mediocri standard della correttezza politica oggi in voga" finendo per capirne ancor meno. Viceversa Lupo reintroduce il termine di rivoluzione (e l'associato contro-rivoluzione), anch'esso usato dai protagonisti del tempo e sotto cui si divisero i democratici da un lato e i legittimisti e i conservatori dall'altro, questo termine finì nell'oblio nella storiografia risorgimentale assieme ai connessi "repubblica, insurrezione e popolo" a causa della vittoria dei moderati, ma la definizione di questo periodo storico non sarebbe completa senza introdurre anche l'espressione "guerra civile". Lupo rimanda all'analisi di Vincenzo Cuoco scritta nel 1801, dopo la distruzione sanfedista della Repubblica Partenopea avvenuta nel 1799, secondo lo storico napoletano esistevano, ad inizio secolo XIX, contemporaneamente due nazioni viventi nell'Italia meridionale, insediate sullo stesso suolo, ma «con diverse idee, diversi costumi e finanche due lingue diverse» distinte in "popolo delle campagne e delle città (lazzaroni)" e i "possidenti". L'impresa garibaldina del 1860 permise la vittoria della rivoluzione siciliana e di quella meridionale, a cui però nel periodo 1860- 1863 seguì un contrasto sicuramente definibile come guerra civile in cui piemontesi combatterono contro meridionali, ma anche meridionali combatterono contro meridionali, "arrivando a molti degli eccessi che si consumano in casi di questo genere".
Per lo storico siciliano la Spedizione dei Mille è stata la più alta prova del volontariato militare risorgimentale. Tale volontariato fu liquidato, insieme a Garibaldi, subito dopo la battaglia del Volturno e con esso anche il governo dei democratici nel Meridione, sostituito dai rappresentanti del potere sabaudo. Fra i drammi che sconvolsero all'epoca il Mezzogiorno, assunse particolare virulenza il brigantaggio postunitario, che pur avendo assunto le connotazioni di una guerra civile, viene visto da Lupo come l'ultimo atto di un conflitto più che cinquantennale. Per quanto riguarda il dualismo Nord-Sud, questo era preesistente all'unificazione, ma non nelle forme di un Nord borghese che si contrapponeva a un Sud feudale, dal momento che « [...] la borghesia era una creatura onnipresente in Italia: quella professionale, percettrice di rendite fondiarie medio-piccole, quella grande-proprietaria, non poi così diversa dalla nobiltà, quella che gestiva imprese agricole, mercantili o di altra natura...». Quanto al feudalesimo, non esisteva, o al massimo era circoscritto ad alcune aree interne del sud dominate dal latifondo. Lo storico siciliano considera inoltre priva di fondamento la tesi secondo cui la concorrenza delle industrie del nord avrebbe irrimediabilmente compromesso lo sviluppo di quelle meridionali. Fu l'integrazione dell'Italia in un sistema di libero scambio a produrre invece una vera e propria deindustrializzazione in tutto il paese: la partecipazione del settore secondario nel reddito privato passò, durante il primo ventennio post-unitario, dal 20,3% al 17,3%.

### Eugenio Di Rienzo
Un recente contributo alla storiografia revisionista del Risorgimento viene da Eugenio Di Rienzo, docente di Storia Moderna presso l'Università La Sapienza di Roma e direttore di “Nuova Rivista Storica”.
Nella sua opera Il Regno delle Due Sicilie e le potenze europee: 1830-1861, egli prende in esame i processi storici, economici e diplomatici che sono stati sottesi all'unificazione italiana, confermando diverse delle tesi degli autori a lui precedenti.
Secondo Di Rienzo, l'origine della crisi va individuata nell'atteggiamento di equidistanza diplomatica perseguito da Ferdinando II durante il suo regno, il quale era secondo lui protetto per tre lati dall'acqua salata, e per un quarto dall'acqua santa. Tale dottrina strategica era dettata dalla necessità per il Regno delle Due Sicilie, una volta affrancatosi dalla tutela spagnola, di muoversi nello spazio geopolitico del Mediterraneo, entro il quale le grandi Potenze, segnatamente Inghilterra e Francia, giocavano il ruolo di attori principali. Lungi dall'essere caratterizzata da una passiva acquiescenza nei confronti degli stati più grandi, tale partita fu giocata con abilità dal gabinetto diretto da Ferdinando II, e non fu scevra di risultati, come provato dalla copiosa documentazione diplomatica esistente. In quest'ambito, Ferdinando II prese la decisione di rovesciare il tradizionale assetto diplomatico del Regno di alleanza con l'Austria e di acquiescenza nei confronti dell'Inghilterra, che datava dai tempi della cattività in Sicilia di Ferdinando I; e tentare nel contempo un allineamento con i Borbone di Francia, con l'intenzione di realizzare un equilibrio di potenza nel Mediterraneo che rinforzasse la posizione neutrale del Regno. Unitamente al rifiuto di intervenire nella Prima guerra carlista a favore di uno dei contendenti, il che provocò una violenta reazione diplomatica britannica, tale atteggiamento fu secondo Di Rienzo la base della futura ostilità anglo-napoletana.
L'Inghilterra aveva, inoltre, consistenti interessi in Sicilia, sviluppati durante il periodo di instaurazione del protettorato britannico sull'isola (1811-1815) da parte di William Bentinck. Al seguito dei militari numerosi imprenditori anglo-americani, come i Whitaker, gli Ingham e i Woodhouse, avevano impiantato diverse attività economiche, principalmente legate alla produzione vinicola ed allo sfruttamento delle strategiche miniere di zolfo siciliano, che all'epoca coprivano quasi la totalità del fabbisogno mondiale. L'isola era dunque diventata rapidamente il caposaldo della politica inglese nel Mediterraneo, come Di Rienzo esemplifica attraverso le parole di Giovanni Aceto:
(Giovanni Aceto)
Il proposito inglese di fare del Mediterraneo un Mare nostrum contrastava ovviamente con gli interessi francesi e spagnoli, ma soprattutto napoletani. Contemporaneamente, l'atteggiamento indipendentista delle Due Sicilie, che a più riprese tentarono di ridiscutere il trattato che li impegnava in qualità di “nazione commercialmente più favorita” con l'Inghilterra fin dal 26 settembre 1816, ebbe un forte ruolo nel deteriorare le relazioni tra i due stati. Le materie prime provenienti dalle Due Sicilie, ed in particolare lo zolfo, altamente strategico all'epoca, avevano infatti un peso rilevante nella bilancia commerciale inglese. Nei confronti del Regno fu di conseguenza adottata una politica di intimidazione che ebbe numerosi episodi, come ad esempio quello della contesa dell'Isola Ferdinandea, e quella che fu famosamente definita “Guerra dello zolfo”. In questa occasione, il governo napoletano cercò di ottenere condizioni più favorevoli per l'esportazione del minerale attraverso l'affidamento dell'estrazione alla francese Taix&Aycard. Dopo aver percorso infruttuosamente la via diplomatica, l'Inghilterra “passava all'uso della forza per sostenere la sua strategia di imperialismo commerciale camuffata dalla difesa dei principi del libero scambio”, inviando la flotta ad effettuare manovre dimostrative nel golfo di Napoli ed effettuando il blocco navale del naviglio delle Due Sicilie. La successiva mobilitazione delle truppe da parte di Ferdinando II e la spedizione di note diplomatiche di protesta a tutti i governi europei ebbe come esito l'intervento di Luigi Filippo, che “pur giudicando le pretese inglesi eccessive e “suggerite da improba avidità”, obbligava Napoli ad abrogare il monopolio concesso al trust Taix-Aycard e a risarcire i danni subiti dalle aziende britanniche e francesi”. Il trattato, caldeggiato in particolare da Giustino Fortunato senior, ripristinò lo status quo, ma le relazioni tra Due Sicilie ed Inghilterra restarono tese.

## Il revisionismo d'impostazione cattolica
Ernesto Galli Della Loggia ha osservato che fra tutti i paesi europei l'Italia fu l'unico a realizzare la propria unione in aperto, feroce contrasto con la propria Chiesa nazionale e fino alla firma dei Patti Lateranensi il cattolicesimo italiano e il Vaticano mantennero una pozione critica sul Risorgimento. Tuttavia Paola Gaiotti De Biase osserva che con l'enciclica Rerum Novarum furono riscoperte da parte dei cattolici le verità del cattolicesimo liberale risorgimentale da intellettuali quali Giuseppe Toniolo, Filippo Meda, Maori, Romolo Murri, Valente, Migliori, Grandi, che superarono una posizione antagonista verso lo stato italiano arrivando a elaborare una posizione data da un intreccio tra cattolicesimo liberale e l'intransigenza della testimonianza religiosa.
Da questo avvicinamento, incominciò un riesame e rivalutazione dei rapporti fra Chiesa cattolica e risorgimento italiano, che considererà il Risorgimento "come un evento provvidenziale, che le ha consentito di sgravarsi del peso del governo temporale e di svolgere così più liberamente la sua missione universale
Una simile rianalisi del percorso storico del rapporto tra Chiesa e Stato e tra liberali e cattolici nel Risorgimento viene fatta da Gaetano Quagliariello, sempre partendo dalla premessa che "l'Italia è stata l'unica nazione dell'Occidente che si è formata contro la Chiesa". Secondo Quagliariello il rapporto può essere ricondotto a una successione di fasi: *pontificato di Pio IX - tempo dell'intransigenza con contrapposizione tra nazione cristiana e stato liberale;
- pontificato di Leone XIII - da un lato il suo illiberalismo e dall'altro la sua attenzione alla politica sociale per ridurre il consenso delle masse verso il regime liberale;
- fase di "tentata integrazione" dove il mondo cattolico è diviso in due posizioni: una intransigente e un'altra conciliatorista, nel tentativo di superare lo stallo dato dal non expedit; la "questione romana" però non si risolse, a causa dell'avvento del fascismo e della conseguente caduta della democrazia liberale;
- conciliazione - i rapporti tra Stato e Chiesa furono ridefiniti in una nuova fase con la stipula dei Patti Lateranensi[151].

Dopo la caduta del fascismo, aggiunge Orsini, nel pensiero cattolica vennero assommate, nell'area dalla sinistra democristiana, le tradizionali posizioni cattoliche intransigenti verso lo Stato liberale con quelle aventi un approccio più positivo verso lo stato italiano, secondo una linea neo-sturziana, avendo nello storico Gabriele De Rosa il massimo esponente.
Una differente interpretazione storiografica, basata sulla tesi secondo cui lo Stato unitario sia il frutto di una sopraffazione di una minoranza contro la maggioranza degli italiani, è opera di un gruppo di studiosi di ispirazione clericale, ideologicamente legati a quella componente cattolica pesantemente danneggiata dalla politica anticlericale attuata prima dai piemontesi e proseguita durante il Regno d'Italia. Il pontefice Pio IX scomunicò il governo liberale di Cavour per la violazione dei territori pontifici e per il severo trattamento riservato a tutto ciò che era riconducibile alla Chiesa cattolica. La protesta degli ambienti clericali non riuscì ad affermarsi di fronte al dirompente potere del neonato Stato e finì per essere relegata in una stretta cerchia di cattolici intransigenti. La polemica causata dallo scontro tra la Chiesa e il Regno d'Italia, a causa dell'invasione dello Stato Pontificio del 1870, sarà identificata in seguito come Questione romana.
Tra questi ultimi studiosi una particolare interpretazione storiografica del Risorgimento viene data da studiosi contemporanei che, secondo Salvatore Lupo, si trovano in posizioni antirisorgimentali di parte ultracattolica come Angela Pellicciari, Roberto de Mattei, Francesco Mario Agnoli,, Rino Cammilleri, e Massimo Viglione,.

### L'interpretazione come opera provvidenziale
Nel giugno del 1959, in occasione delle solenni celebrazioni in memoria del centenario delle battaglie di Palestro e Magenta, l'allora cardinal Montini suggerì una nuova chiave di lettura della storia risorgimentale, affermando pubblicamente "Occorre portare la storia vicino alla religione... e saremo così invitati a esplorarne le sue profonde ragioni", chiarendo qualche giorno dopo, durante la celebrazione del Te Deum in Duomo, di riconoscere nelle vicende del Risorgimento italiano "quel carattere superlativo che pure chiamiamo provvidenziale" in quanto "realizza un disegno, che, per vederlo ora, è l'interpretazione giusta delle condizioni e dei bisogni d'un popolo; lo realizza con una rapidità che ha del prodigioso, e acquista subito una consistenza che persuade tutti essere definitiva".
Nel filone di questa analisi sul conflitto Stato italiano e Chiesa, esploso nel risorgimento, Andrea Tornielli, nel suo saggio su Pio IX (2011), considera anch'egli "provvidenziale" la caduta del potere temporale del papato, ricordando che un simile giudizio venne espresso nel 1960 dall'allora cardinale Montini che in un celebre discorso, pronunciato il giorno precedente l'apertura del Concilio Vaticano II, affermò che se inizialmente la fine del potere temporale "parve un crollo. la Provvidenza aveva diversamente disposto le cose...il papato con inusitato vigore le sue funzioni di maestro di vita e di testimonio del Vangelo... " non mancando tuttavia Montini di osservare a proposito dell'unità italiana che "Qualche cosa mancò alla vita italiana nella sua prima formazione, non fosse altro la sua interiore unità, la sua consistenza spirituale, la sua unanimità patriottica e la sua piena capacità a risolvere i problemi di una società disuguale, tanto bisognosa di nuovi ordinamenti, e già attraversata da fiere correnti agitatrici e sovversive". Tornielli, dopo aver affermato che la firma dei Patti Lateranensi riconosce un pizzico di ragione postuma a Pio IX, conclude l'introduzione al suo saggio auspicando che i tempi siano maturi per guardare con distacco a "pagine di storia" vecchie di un secolo e mezzo, e lontano dalle polemiche degli opposti estremismi.
Valutando il ruolo che laici cattolici e chierici piemontesi (tra cui i cosiddetti Santi Sociali) ebbero nel costruire lo stato unitario, la storica Lucetta Scaraffia ritiene, nell'introduzione del saggio "I cattolici che hanno fatto l'Italia. Religiosi e cattolici piemontesi di fronte all'Unità d'Italia" che vi fu un picco di conflittualità intorno alla presa di Roma e all'estensione delle leggi piemontesi di espropriazione dei beni ecclesiastici, ma anche momenti di accordo e collaborazione su vari piani, non necessariamente politici, negli anni immediatamente successivi all'Unità ed alla fine la Chiesa ne uscì ammodernata, purificata e rafforzata, osservando che anche eventi tramandati come negativi verso la Chiesa, quali l'Eversione dell'asse ecclesiastico in realtà permise agli ordini religiosi femminili di poter operare nel sociale mostrando all'Italia unita un modello interessante di emancipazione femminile: non attraverso la rivendicazione dei diritti, ma assumendosi le responsabilità e dimostrando di essere in grado di sostenerle.
Sulla stessa linea lo storico Andrea Riccardi, rifacendosi a Gabriele De Rosa sostiene che l'unificazione permise una miglior unità della chiesa italiana, in quanto antecedentemente le diocesi italiane costituivano "mondi a parte", il cui quelle piemontesi erano permeate da "elementi di gallicanesimo", mentre nel Regno borbonico... ci fu una sorta di barriera nei confronti del Concilio di Trento, conseguentemente i salesiani dal Piemonte si diffusero nel Mezzogiorno, e i rogazionisti viceversa risalirono lo stivale, e l'unità della chiesa permise la formazione dell'Opera dei Congressi e della Azione Cattolica. Anche per lo storico cattolico Francesco Trianello i cattolici italiani, prima del 1870 non costituivano una categoria omogenea, la questione cattolica nacque solamente dopo l'atto di forza della breccia di Porta Pia e non fu da tutti condivisa, per esempio, Traianello osserva che il cattolico Alessandro Manzoni "non curandosi della scomunica, votò a favore di Roma capitale" ed osserva che la formazione dello Stato italiano permise la nascita di una chiesa italiana, sia pure non equiparabile alle altre chiese nazionali europee per la presenza vaticana, consentendo "al papato di accentuare l'universalismo
Il giurista Francesco D'Agostino, ritiene che l'unificazione politica italiana si sia purtroppo compiuta forzando un'identità tra patriottismo e nazionalismo, trasmessa almeno fino alla sua generazione da un insegnamento scolastico che indicava l'Austria come il "nemico naturale dell'Italia", Garibaldi come un eroe e il Risorgimento inquadrato come un "evento patriottico", piuttosto che evento storico politico.
Diversamente da chi ha considerato, profittando delle celebrazioni per il centocinquantesimo anniversario della proclamazione del Regno d'Italia, tale evento storico come un qualcosa da deplorare, D'Agostino ha sostenuto che l'Unità "ha segnato in modo irreversibile la vita del nostro Paese e che merita di restare nella memoria collettiva di tutti, oltre che di continuare ad essere, come tale, oggetto di approfondimenti critici"; secondo, il giurista, infatti, è questo, lo scopo delle celebrazioni. D'Agostino, che ha coordinato la sessione "I cattolici, la politica e le istituzioni" nell'ambito dei lavori del X Forum del Progetto culturale della Conferenza Episcopale Italiana sui 150 anni dell'Unità d'Italia ha esposto, sulle pagine del quotidiano cattolico l'Avvenire, la propria posizione che pare in linea con quella degli ambienti della cultura cattolica, collegati alle gerarchie vaticane affermando: "Nel 1861 non è nata l'Italia, più semplicemente è stato istituito sul territorio italiano uno "Stato Unitario". L'Italia, da un punto di vista culturale, artistico e soprattutto religioso, era già unita da secoli e secoli. Letta come evento "politico", l'Unità d'Italia merita tutte le celebrazioni. Questo non significa, però, la pretesa di qualificare la proclamazione del Regno d'Italia (e gli ulteriori eventi del 1866 e del 1870, senza voler arrivare al 1918, come pur sarebbe ragionevole fare) come un evento di rilevanza "nazionale": si è trattato, invece, di un evento "politicamente" di grande rilievo. La nazione italiana non ha avuto alcun bisogno di aspettare il trionfo dei movimenti risorgimentali per riconoscersi ed essere riconosciuta come tale da tutte le nazioni. Tutte le difficoltà nascono dal fatto che ancor oggi la nozione di Stato viene confusa con quella di Nazione...". Tale sistematica confusione fra unità politica e nazionale è stata il "grande dramma del Risorgimento", mentre l'identità della nazione italiana, che preesisteva all'unione politica rimane "solida grazie alle sue fondamenta cristiane" ed ogni rivendicazione identitaria non può prescindere dal riconoscere le radici cristiane..
Secondo D'Agostino, nella nazione italiana si deve includere anche il Canton Ticino, per quanto politicamente faccia parte della Svizzera (che è da considerarsi avente natura di stato multinazionale e non nazione), viceversa la cittadinanza italiana può essere condivisa anche a chi "non sia italiano per cultura, origine etnica o tradizione religiosa". La visione risorgimentalistica classica avrebbe proposto nella sua analisi un tentativo di assimilare Stato e nazione (similmente a quanto accadde in Francia, da Luigi XIV alla Rivoluzione) che avrebbe sempre come risultato "l'effetto perverso della politicizzazione dell'identità di un popolo, inducendo a valutarne la rilevanza in termini quantitativi e militari (la potenza) piuttosto che qualitativi, cioè in definitiva storici e 'spirituali'".
Papa Benedetto XVI, nel suo messaggio inviato a Giorgio Napolitano in occasione del 150º anniversario dell'unificazione politica dell'Italia, approfondisce l'analisi svolta da Montini nel 1959 affermando che "Il processo di unificazione avvenuto in Italia nel corso del XIX secolo e passato alla storia con il nome di Risorgimento, costituì il naturale sbocco di uno sviluppo identitario nazionale iniziato molto tempo prima", facendo risalire al medio evo l'origine della "nazione italiana, come comunità di persone unite dalla lingua, dalla cultura, dai sentimenti di una medesima appartenenza" e il cristianesimo, tramite l'attività della Chiesa, contribuì "in maniera fondamentale" a formare l'identità italiana, sia sotto l'aspetto culturale che politico, permettendone il mantenimento e la crescita anche durante la frammentazione geopolitica e i periodi di assoggettamento allo straniero. L'analisi del Pontefice prosegue, rovesciando l'interpretazione di un Risorgimento "contrario alla chiesa" e alla religione in generale, ricordando il valore e il contributo del pensiero neoguelfo di Vincenzo Gioberti, di Cesare Balbo, Massimo d'Azeglio e Raffaele Lambruschini cattolici-liberali, e come, a suo giudizio, il pensiero di Antonio Rosmini sia entrato anche nell'attuale costituzione italiana. Infine la Questione Romana produsse a suo giudizio, un conflitto fra Stato e Chiesa, ma non intaccò il "corpo sociale" ove la comunità civile e quella ecclesiale rimasero sempre in amicizia.
Gianni Gennari, ricordando figure di cattolici risorgimentali dimenticate dai "pregiudizi" della storiografia tradizionale, ha contestato la ricostruzione storiografica classica di un Cavour morto irreligiosamente con alle labbra il motto "libera Chiesa in libero Stato!" ricordando che il cappuccino Fra' Giacomo da Poirino gli portò in corteo pubblico l'estrema unzione e lo confessò in punto di morte, sfidando Pio IX e venendo quindi richiamato a Roma, ed inoltre ha riportato alla memoria il gesuita Carlo Passaglia che dopo esser stato anche teologo personale di Pio IX nel 1862 raccolse 10000 firme di preti richiedenti l'unità d'Italia,.
Questa revisione risorgimentale, iniziata da Montini, viene contestata esplicitamente da Pellicciari, che afferma che le parole di Paolo VI sono state strumentalizzate. Secondo la studiosa è inesatto affermare che il potere temporale sia finito: è ridotto a un territorio simbolico, ma c'è e questo salva la libertà della Chiesa nella libertà del papa dal non essere suddito/cittadino di nessun altro Stato.

### Angela Pellicciari

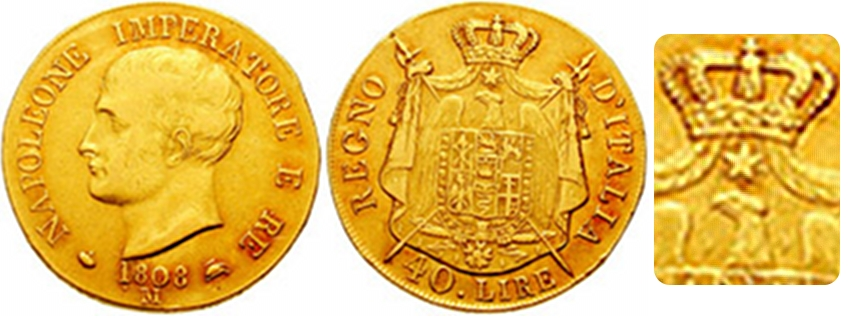
La stella napoleonica è visibile sopra il capo dell'aquila in questa Lira d'oro del Regno d'Italia (1808)

Le analisi cospirazioniste della Pellicciari, legate all'estrema destra integralista cattolica, come evidenziato da Salvatore Lupo, fanno risalire la questione risorgimentale all'ingresso in Italia delle "truppe giacobine francesi" guidate dal massone Napoleone Bonaparte che, secondo la studiosa, saccheggiarono l'Italia in nome della libertà e del risorgimento della gloria nazionale affermando di voler "risvegliare il Popolo Romano assopito da molti secoli di schiavitù", e volendo imporre agli italiani un ordine anticristiano fondato sulla potenza di Satana, facilmente riconoscibile osservando che la stella inserita nello stemma del Regno d'Italia (1805-1814) altro non sarebbe che un'insegna satanica: la pentalfa massonica. La Pellicciari osserva che un'altra insegna satanica, un teschio di caprone, è ben visibile sulla stele, che al Gianicolo ricorda gli studenti padovani morti difendendo la Repubblica Romana.
Si tratta in realtà dei simboli della Stella d'Italia (il più antico simbolo patrio italiano, risalente all'antichità greco-romana e simboleggiante il pianeta Venere come stella della sera che guidò il viaggio di Enea, figura mitologica erroneamente identificata con il Lucifero cristiano, nella sua forma di stella del mattino o Fosforo) e del bucranio (un teschio di bue), antico simbolo decorativo romano e rinascimentale, utilizzato dal Medioevo come uno degli stemmi dell'Università di Padova.
Sconfitto Napoleone la liberal-massoneria inglese avrebbe preso la guida del movimento allo scopo di sollevare gli italiani dal "peso dei millecinquecento anni di oscurantismo cattolico", evento che, ricorda la studiosa, fu definito “Risorgimento del paganesimo”, da Leone XIII.
Secondo la Pellicciari, replicando a Norberto Bobbio “L'abbattimento del potere temporale dei papi, ... non è certo il principale obiettivo dell'élite risorgimentale: a leggere quello che le fonti del secolo scorso scrivono (sia di parte massonica che cattolica), il Risorgimento mira alla pura e semplice scomparsa del cattolicesimo”, arrivando a definire il Risorgimento come una guerra di religione, oggi dimenticata, scatenata da liberali e massoni contro la Chiesa cattolica.
Secondo la Pellicciari a partire dal 1848, il Risorgimento può essere interpretato alla luce della battaglia liberale, avvenuta nel parlamento subalpino contro gli ordini religiosi, che nel 1848 portò nel regno piemontese alle leggi Siccardi, all'espulsione dei gesuiti, all'arresto dell'arcivescovo di Torino Luigi Fransoni e, nel 1858, alla soppressione degli ordini religiosi mendicanti.
Secondo la Pellicciari, importanti articoli dello Statuto albertino non sarebbero stati rispettati dalla monarchia sabauda e dai suoi governi: appena promulgato infatti, sarebbe avvenuta la prima "la prima seria persecuzione anticattolica dopo Costantino", nonostante l'articolo 1 dello statuto definisse la religione cattolica come unica religione di Stato. Ugualmente non rispettati sarebbero stati l'articolo 28 sulla libertà di stampa, negata a quella cattolica, e il 29 che avrebbe dovuto difendere l'inviolabilità della proprietà privata, violato dagli incameramenti dei beni ecclesiastici derivanti dalle donazioni secolari della popolazione cattolica italiana e che avrebbero "messo sul lastrico" 57.492 persone (ossia i membri degli ordini religiosi)
Nella sua opera reinterpreta dal punto di vista cattolico anche alcune figure risorgimentali. Di Garibaldi, ricorda l'attività di scrittore e romanziere fortemente anticlericale che arrivò a suggerire di mettere "i preti alla vanga" (uno slogan garibaldino mai messo in pratica) per la bonifica delle Paludi pontine, a suo giudizio anticipando di un secolo la "fantasia" di Mao Tse-tung. Asserisce, inoltre, che nelle sue memorie Garibaldi abbia taciuto di essere stato anche uno schiavista in quanto "non racconta del commercio di carne umana". Come prova di tale ipotesi, la Pellicciari riporta la frase "Garibaldi "m'ha sempre portati i Chinesi nel numero imbarcati e tutti grassi e in buona salute; perché li trattava come uomini e non come bestie", scritto dall'armatore ligure Pietro Denegri in riferimento al viaggio, compiuto nel 1852, della nave Carmen, comandata da Garibaldi nella rotta Callao-Canton-Lima.
La storiografia riconosce in questa una delle tante leggende revisioniste su Garibaldi, analoga all'inventata condanna per abigeato in Sudamerica, diffuse inizialmente dalla propaganda papalina e dagli agenti propagandisti della corte borbonica di Francesco II in esilio a Roma. 
Di Giuseppe Mazzini osserva che fu amico delle confessioni protestante, evangelica e anglicana, "nemiche della Chiesa cattolica", e in opposizione a Montanelli, che gli attribuì il merito di aver parlato di Dio e quindi di spirito, afferma che ripudiò la rivelazione cristiana, condividendo l'odio anticattolico e anticristiano della Carboneria, la cui missione religiosa sarebbe stata la sostituzione del dogma del progresso a quello della caduta e della redenzione per grazia.. Viceversa lamenta la censura e l'oblio operati verso gli scritti di Giacomo Margotti di cui si occupa diffusamente nel suo libro "Risorgimento anticattolico".
La sua interpretazione storica include anche il giudizio negativo sui plebisciti avvenuti l'11 e 12 marzo 1860 in Emilia, Toscana, il 21 ottobre nell'Italia meridionale, 4 e 5 novembre nelle Marche e Umbria, a suo giudizio fatti per dimostrare al mondo, a conquista avvenuta, quanto fossero felici gli italiani del nuovo assetto. Per ottenere questo scopo afferma che venne chiamata al voto tutta la popolazione, azione che giudica "inaudita in un'epoca in cui aveva diritto di voto meno del 2% degli abitanti". Facendo riferimento a testimonianze del tempo, afferma a tal proposito che i risultati furono una "truffa gigantesca confezionata ad arte" e concorda con il non expedit di Pio IX in quanto "con un simile stato i cattolici non dovevano avere nulla a che fare".
Osservando, e concordando esplicitamente con quanto Marx afferma, Pellicciari ritiene che la rivoluzione industriale inglese avrebbe ridotto la popolazione in miseria, mentre sostiene che in Italia, "grazie alla capillare presenza cattolica", questa rivoluzione non provocò gli stessi danni, al punto che nessuno moriva di fame, contrariamente a quanto accadeva all'estero. La miseria generalizzata della popolazione sarebbe stata provocata dal Risorgimento che ridusse gli italiani sul lastrico, obbligandoli ad un'emigrazione di massa, sconosciuta nei millenni precedenti.
Negli ultimi anni l'opera di revisione storica della Pellicciari, è stata diretta ad inquadrare l'unificazione italiana nella più ampia prospettiva europea. A suo avviso "il punto non è solo quello della brutalità della conquista sabauda del Meridione né dell'arretratezza economico-sociale del Sud", ma quello di "affrontare il tema della nostra identità nazionale", comprendere l'errore storico e culturale di un Risorgimento inteso come “risorgimento” dal cattolicesimo, quanto:"tutti gli italiani, di qualsiasi regione e di qualsiasi ceto fossero, si sono uniformemente riconosciuti per più di un millennio nella fede e nella cultura cattoliche: fede e cultura che l'élite liberale dell'Ottocento ha combattuto con tutte le forze" 

## Le interpretazioni esoteriche
Alcuni studiosi, anch'essi di impostazione cattolica, teorizzano un'interpretazione esoterica dello spirito e degli eventi che caratterizzarono il risorgimento italiano; tra questi Massimo Introvigne, Cecilia Gatto Trocchi e lo scienziato sindonologo Pierluigi Baima Bollone che l'analizzano in funzione degli ideali di ingegneria sociale nati in Europa nel secolo XVI; mentre Sandro Consolato, di area tradizionalista non cattolica, sostiene l'interpretazione esoterica tramite l'esistenza di una spiritualità ermetica pre-cristiana o pagana italico-romana.
Secondo Massimo Introvigne le forze che operarono per creare uno stato nuovo unitario seguivano l'idea della città ideale dei Rosacroce del secolo XVII, ripresi dai massoni che aspiravano ad uno stato non legato a una specifica religione, ma con un atteggiamento relativistico verso la religione e le ideologie, quindi storicamente al di fuori della tradizione cattolica italiana.
Giuseppe Garibaldi, che divenne anche gran maestro massonico, meditò l'idea di sostituire la tradizione religiosa con lo spiritismo, arrivando ad essere presidente della società spiritica italiana, mentre Giuseppe Mazzini era interessato alla mistica delle religioni orientali e credeva nella reincarnazione, e secondo Gatto Trocchi fu influenzato dall'ebrea Sara Levi Nathan Normal (la madre di Ernesto Nathan) e dalla teosofa Helena Petrovna Blavatsky, amica di Garibaldi, con cui partecipò alle battaglie di Monterotondo e di Mentana. Le pratiche esoteriche e spiritiche proseguirono nel paese per tutto il secolo XIX e si produssero anche nella pubblicazione di Aradia, o il Vangelo delle Streghe indicante le streghe come liberatrici degli oppressi in antitesi alla religione cattolica, e il romanzo Pinocchio, sempre secondo Gatto Trocchi, può essere interpretato come un testo di iniziazione massonica per il cittadino del nuovo stato unitario.
Questo progetto massonico risorgimentale, secondo Introvigne, trovò nella casa Savoia uno strumento per operare, grazie alla sua storica ambivalenza verso la religione, già presente al tempo di Vittorio Amedeo II di Savoia che pur avendo come confidente e confessore il beato Sebastiano Valfrè teneva maghi e astrologhi a corte, e divenuta ben visibile nell'Ottocento: Carlo Alberto all'inizio del suo regno assecondò la richiesta di espellere i gesuiti dal suo regno, ma poi scriverà "Il mestiere di Re mette in pericolo la salvezza della mia anima". La matrice massonica sarà fortemente presente in Vittorio Emanuele II, anche se la massoneria, vietata in Piemonte, e in quasi tutti gli altri stati preunitari, nel 1814, dopo la caduta napoleonica, tornerà ad essere formalmente permessa nel 1859 con la creazione della loggia Ausonia e Costantino Nigra, ambasciatore personale di Cavour presso Napoleone III, diventerà il primo gran maestro dell'ordine. Nello stesso periodo casa Savoia mostrerà anche una forte vena cattolica praticante con figure come Maria Cristina di Savoia e Maria Clotilde di Savoia.
In ogni caso per Introvigne occorre distinguere tra progetto di Unità d'Italia e quello risorgimentale, il primo non è attribuibile esclusivamente a movimenti esoterici o laicisti, ma inclusivo anche di rilevanti personaggi cattolici come il "beato Francesco Faà di Bruno o a Rosmini - che sposavano questa causa e la giudicavano cruciale per lo sviluppo dell'Italia, in un mondo in cui andavano affermandosi i grandi Stati nazionali".
Secondo Consolato, che non vede l'Unità in maniera negativa a differenza dei revisionisti cattolici, gruppi "insorgenti ed unitaristi", quali la carboneria, la Società dei Raggi e la Guelfia, società segreta di tipo massonico tra i cui affiliati vi era Antonio Solera, agivano utilizzando la massoneria come "funzione di “copertura” di realtà iniziatiche italiane ben più antiche della Libera Muratoria nata in Inghilterra nel 1717" e "depositarie dell'antica sapienza pitagorica". Secondo la sua analisi l'Italia unita non sarebbe spiegabile se non con la trasmissione nei secoli della memoria culturale della Romanità, l'ideale romano dell'Unità d'Italia sarebbe stato perseguito a partire dai sovrani longobardi nel medioevo, ad opera di "élite pagane", talvolta ermetiche sia sul piano politico che artistico e letterario, tra indica Federico II di Svevia, Dante Alighieri, Francesco Petrarca, Cola Di Rienzo, Alfonso d’Aragona, Niccolò Machiavelli, Tommaso Campanella, Giambattista Vico, Gaetano Filangieri, Gian Domenico Romagnosi.
Questa "idea fondamentale del ritorno all'origine mitica", secondo Consolato sarebbe già stata riconosciuta da Antonio Gramsci, che a proposito del significato nazionale e politico dato nell'Ottocento al termine risorgimento scrisse nei Quaderni dal carcere scrisse che era associato ad altre frasi come “Riscossa nazionale” e “riscatto nazionale” che esprimono "il concetto del ritorno a uno stato di cose già esistito nel passato o di “ripresa” offensiva (“riscossa”) delle energie nazionali disperse intorno a un nucleo militante e concentrato, o di emancipazione da uno stato di servitù per ritornare alla primitiva autonomia (“riscatto”). Sono difficili da tradurre appunto perché strettamente legate alla tradizione letteraria-nazionale di una continuità essenziale della storia svoltasi nella penisola italiana, da Roma all'unità dello Stato moderno, per cui si concepisce la nazione italiana “nata” o “sorta” con Roma, si pensa che la cultura greco-romana sia “rinata”, la nazione sia “risorta”, ecc. La parola “riscossa” è del linguaggio militare francese, ma poi si è legata alla nozione di un organismo vivo che cade in letargia e si riscuote".
Queste idee di sopravvivenza della romanità, passando per il rinascimento fino al Risorgimento erano frequenti (si pensi a Carducci), fino ad essere riprese dal fascismo e da studiosi collegati in seguito anche ai movimenti neopagani come la via romana agli dèi, che hanno visto nell'unità italiana il risorgere, in senso positivo, di Roma antica, a partire dagli esoteristi di impostazione tradizionalista come Evola (si veda Imperialismo pagano) e Reghini. Lo stesso Consolato ha condotto studi sul pensiero evoliano (Evola e Dante. Ghibellinismo ed esoterismo, Le tre soluzioni di Julius Evola, ecc.).

## Il revisionismo leghista degli anni 1990 e 2000
In passato, il Risorgimento è stato attaccato anche dalla Lega Nord, la quale sosteneva la delegittimazione del processo unitario, seguendo una versione diametralmente opposta a quella del grosso degli autori revisionisti. Significative al riguardo furono le dichiarazioni di uno dei fondatori del partito, Umberto Bossi, che a Montecitorio si espresse negativamente sulle vicende risorgimentali:
(Umberto Bossi)
Sulla stessa falsariga, il 28 gennaio 1999 il deputato Mario Borghezio dichiarò:
(Mario Borghezio)
A questo revisionismo a uso politico nordista, a partire dal successo delle leghe del nord ne è seguito uno speculare di tipo sudista come il neoborbonismo.

## Le critiche
L'approccio revisionista al Risorgimento è stato nel corso degli anni oggetto di varie critiche da parte di esponenti del mondo accademico, giornalistico e politico.

### Benedetto Croce
Uno dei primi critici di Giacinto de' Sivo fu ad esempio Benedetto Croce. Pur stimando lo storico maddalonese sotto il profilo personale, e giudicandolo «un onest'uomo», lo definì sempre come un reazionario e sostenne che la sua analisi fosse soggetta a limiti, fra cui la scarsa obiettività e il disinteresse a voler intendere la storia moderna, che condannava apertamente. Il Croce, in un discorso letto presso l'Accademia Pontaniana di Napoli nel 1918 e dato alle stampe in quello stesso anno, riferendosi a Storia delle Due Sicilie dal 1847 al 1861, affermò: « [...] è infatti un libro accurato nell'informazione, sebbene (come si può immaginare) unilaterale, partigiano [...]. Non reca a dire il vero molta luce sugli avvenimenti che descrive, ma codesta è necessaria conseguenza del concetto politico dell'autore il quale, condannando tutta la storia moderna, considerandola perversione, non sentiva il bisogno di intenderla [...]». Il filosofo giunse a sostenere che l'opera più ponderosa del de' Sivo non ebbe forse grande diffusione dal momento che « [...] i borbonici non avevano in verità l'abitudine di leggere [...] e i liberali, che componevano allora la propria storia o epopea, non si davano briga delle querimonie del rappresentante di un partito vinto». Le note sul de' Sivo furono successivamente inserite da Benedetto Croce, nel capitolo Uno storico reazionario, Giacinto de Sivo, nell'opera Una famiglia di patrioti ed altri saggi storici e critici.

### Ernesto Galli della Loggia
I diversi filoni revisionisti del Risorgimento sono tuttora oggetto di critiche da parte di personalità di diversa estrazione. Uno dei più noti detrattori è lo storico Ernesto Galli della Loggia, che controbatte a diverse asserzioni esposte dai taluni revisionisti. Oggi, nella sua valutazione si avrebbe una saldatura fra i gruppi antirisorgimentali sempre esistiti a sud e a nord e anche di cattolici del centro, questi gruppi utilizzerebbero la "critica alta" al Risorgimento, sempre espressa, ad iniziare da Mazzini finendo a Gramsci includendo Salvemini, Oriali, Gioberti, ma con finalità antiunitarie, mentre originariamente tale critica verteva sull'esito negativo del Risorgimento in quanto "movimento limitato senza il popolo, senza le masse"; viceversa queste problematiche sono dovute all'errore di ritenere che "l'unita d'Italia si potesse fare solo con il popolo", mentre alla masse ciò non interessava, conseguentemente l'unificazione avvenne nell'unico modo possibile.
Osserva che gli "anti-risorgimentali" dimenticano che l'unità d'Italia portò il valore della libertà dell'individuo, quindi la libertà di stampa e di lettura, quella di tenere comizi e di riunirsi in associazioni e che il progresso sociale della popolazione italiana sarebbe stato molto più difficile senza uno stato nazionale. L'adesione giovanile all'ideologia anti-risorgimentale sarebbe stata aiutata dalla messa in disparte del Risorgimento dalla formazione della cultura politica italiana e dalla superficiale conoscenza della storia risorgimentale a causa di programmi scolastici catastrofici.
Galli della Loggia nega il depauperamento del Sud dopo l'Unità e sostiene che il divario tra settentrione e meridione, al 1860, era già esistente, e ritiene che dopo l'unificazione il meridione abbia migliorato le proprie condizioni in quanto prima non "esisteva una rete di comunicazione degna di questo nome", non era dotato di un sistema scolastico adeguato, mancava di un'agricoltura sviluppata e del commercio estero dei suoi prodotti, al contrario delle regioni settentrionali della penisola, favorite dalla posizione geografica e dall'influenza delle potenze confinanti.
Ha definito la ferrovia Napoli-Portici "un giocattolo del re", giudicandola inferiore alla Torino-Genova o alle ferrovie costruite dagli austriaci in Lombardia. Affermando che collegare Napoli con Portici non avrebbe potuto in alcun modo favorire l'economia, non solo per l'estrema brevità della ferrovia in sé, lunga pochi chilometri, ma soprattutto perché Portici non era una zona produttiva, ma solo una zona residenziale. Si è espresso negativamente sulla politica economica adottata dai Borbone in Sicilia, da lui giudicata "coloniale". Lo storico ha inoltre smentito una componente anticattolica nel Risorgimento, considerandola invece "laicista, più o meno massonica".

### Francesco Perfetti
Francesco Perfetti, professore di storia contemporanea presso la LUISS di Roma, ha dichiarato che la parola revisionismo dovrebbe essere eliminata perché si sarebbe caricata di una valenza politica e ideologica, suggerendo ai revisionisti cattolici di valutare il risorgimento con i criteri dello storicismo critico nel quadro europeo..

### Giorgio Bocca
Tra gli oppositori della tesi revisionista vi è anche il giornalista Giorgio Bocca, che ha definito "una balla" l'immagine di un Mezzogiorno fiorente depredato dal Nord e che la sua povertà risale a secoli prima dell'unità ricordando quanto scrisse lo storico Carlo De Cesare: "L'industria napoletana era armonica ma immobilista e senza prospettive. Le campagne separate dalla capitale con scarsissime comunicazioni, un livello culturale infimo, debolissime attrezzature civili". Bocca ha inoltre considerato "insensati" i movimenti meridionali, analogamente a quello leghista.

### Francesco Traianello
Francesco Traianello osserva che due dei filoni revisionisti: quello leghista etno-localistica, che vede il risorgimento come danno per il Nord e quello intransigente cattolico incentrato sul ruolo "nazionale" del papato contrario allo stato unitario e propugnatore della teoria del complotto massonico protestante, pur partendo da posizioni molto diverse oggi siano costituiscano "una sorta di alleanza implicita nel demolire il significato del Risorgimento e della unificazione nazionale"

### Sergio Romano
Il giornalista e storico Sergio Romano parla di un "travisamento nazionale". Egli ha dichiarato:
(Sergio Romano)

### Sergio Boschiero
Critiche sono state mosse anche da Sergio Boschiero, segretario dell'Unione Monarchica Italiana, che ha denunciato il pericolo di un "revisionismo senza storici", mirante a demolire il mito risorgimentale. Secondo il movimento monarchico, sono stati analizzati alcuni testi di sedicenti storici che, attraverso la stampa, spargono odio in funzione antinazionale.

### Alessandro Galante Garrone
Un attacco diretto contro il revisionismo venne formulato da Alessandro Galante Garrone, nell'editoriale "Ritornano gli sconfitti dalla storia", pubblicato in prima pagina su La Stampa il 27 settembre 2000, accompagnato dalla firma di 56 intellettuali e scritto a seguito di una mostra sul brigantaggio tenuta nell'annuale meeting di Rimini di Comunione e Liberazione. In esso Garrone afferma che questa revisione si traduce in una distorsione della realtà storica, divenendo una provocazione inaccettabile per l'Italia civile accompagnata dall'esaltazione delle forze sanfediste all'interno di un'aggressione più vasta contro i "principi laici e liberali che costituiscono una parte fondante della Costituzione repubblicana" connessa a un "rifluire di ideologie reazionarie, di speranze di rivincita di sconfitti dalla storia".

### Emilio Gentile
Anche Emilio Gentile non risparmia critiche a questa revisione storiografica e rispondendo alla domanda che un intervistatore gli fa su Giacinto de' Sivo e Giuseppe Spada rileva: «Qui ci muoviamo nell'ambito della libellistica reazionaria [...] si tratta di una letteratura poco rilevante dal punto di vista storiografico...» e chiudendo il suo intervento ne mette in luce i risvolti propagandistici e l'assenza di serietà scientifica: «Però ripeto, siamo in ambito propagandistico, che non ha alcuna serietà scientifica.».

### Indro Montanelli
Indro Montanelli, fortemente critico verso quegli storici che sostengono il primato del Regno delle Due Sicilie, scrive nella sua Storia d'Italia:« [...] il Piemonte era di gran lunga, tra gli stati italiani, il più florido, il meglio amministrato e il più efficiente. Alcuni meridionalisti hanno sostenuto e sostengono che questo primato spettava al Regno delle due Sicilie [...], e citano a riprova il fatto che fu Napoli, e non Torino a inaugurare la prima ferrovia. Questa ferrovia però, che si snodava per poche decine di chilometri, rimase unica o quasi, mentre il Piemonte ne costruiva per 850 chilometri. Quanto al bilancio, mentre Napoli badava a tenerlo in attivo con una politica di tesaurizzazione che lasciava il paese senza strade, senza scuole, senza servizi, Torino aggravava il disavanzo, ma per potenziare l'agricoltura e ammodernare l'industria rendendola competitiva con quella straniera».

### Giorgio Napolitano
Nel maggio 2010, il presidente della repubblica Giorgio Napolitano, durante le celebrazioni per l'unità d'Italia a Marsala, ha invitato a non «ripescare le vecchissime tesi, non degne di un approccio serio alla riflessione storica, di un Mezzogiorno ricco, economicamente avanzato a metà Ottocento che con l'Unità sarebbe stato bloccato e spinto indietro sulla via del progresso».

### Salvatore Lupo
Lo storico Salvatore Lupo in un'intervista si dichiara fortemente critico verso la parte più popolare del revisionismo risorgimentale, che definisce "revisionismo spicciolo" e non esita a considerarlo una "manipolazione della storia". Il professore bolla il movimento come un'operazione politica e commerciale in cui spesso vengono inseriti fatti completamente inventati ad uso delle fasce meno informate della popolazione, citando ad esempio il saggio Terroni di Pino Aprile, di cui critica l'assenza di fonti autorevoli e che identifica come parte di "macchine editoriali che non hanno nulla in comune con il lavoro di storico".
La critica prosegue con l'accusa di enfatizzare gli eccidi del neonato governo italiano e di nascondere gli stessi comportamenti dell'esercito borbonico, bollando il governo borbonico come tirannico e costellato da rivolte e altrettante cruente repressioni. Lo storico conclude paragonando i movimenti revisionisti, in particolare neo-borbonici, ad un "leghismo meridionale".

### Critiche al revisionismo di impostazione cattolica
I revisionisti di ispirazione cattolica come Angela Pellicciari non considerano che lo Stato Pontificio fosse una teocrazia o monarchia religiosa assoluta, che non garantiva i diritti costituzionali ai sudditi e che discriminava i cittadini in base alla religione professata, infatti solo i cattolici erano cittadini a pieno titolo, i soli che potevano far parte dell'amministrazione dello stato e rivestire cariche pubbliche, mentre gli appartenenti alle altre religioni ne erano esclusi, oltre ad avere altre limitazioni personali, come quella di risiedere nel ghetto per la minoranza ebraica o addirittura l'obbligo, fino al 1848, di ascoltare quattro volte all'anno una predica coattiva per la loro conversione al cristianesimo, fatto quest'ultimo ricordato anche nel film Nell'anno del Signore (1969) del regista Luigi Magni.
 
Nel libro di Ettore Natali, “Il ghetto di Roma” (Ed. Staderini, Roma, 1887), si elencano anche i continui tentativi della chiesa di convertire al cattolicesimo gli ebrei, utilizzando anche mezzi coercitivi, ad esempio gli ebrei che non assistevano alla predica coattiva trimestrale per la loro conversione, erano puniti con la multa di un testone, pari ad una lira e 65 centesimi, somma consistente, tenuto conto che un litro di vino si pagava 5 centesimi (p. 233). 

Inoltre la comunità israelitica doveva versare ogni anno un canone di 1100 scudi  (p. 240) per contribuire al mantenimento della “Casa dei Catecumeni”, istituto cattolico per la conversione degli ebrei, con la maggiorazione di 30 baiocchi al giorno per il mantenimento di ogni ebreo lì ospitato per la possibile conversione ed erano previste pene per coloro che tentavano di dissuadere dalla conversione al cattolicesimo (p. 240). 

L'unico modo che i non cattolici avevano per diventare cittadini, con il godimento di tutti i diritti allora previsti dalla legislazione, era quello di convertirsi al cattolicesimo, ma anche nell'ambito dei cattolici esistevano disparità di trattamento, in quanto tutti i reati commessi da appartenenti al clero erano giudicati dal Tribunale ecclesiastico o “Foro ecclesiastico”, mentre i reati commessi dai comuni cittadini erano di competenza dei tribunali ordinari, in ogni caso la competenza era dei tribunali ecclesiastici in caso di delitto contro la religione, commesso da un cittadino non appartenente al clero (art. 82 del Regolamento Penale Pontificio, fatto che creava un'ulteriore disparità.
A motivo del carattere confessionale dello Stato Pontificio, il “Regolamento penale del 20 settembre 1832” prevedeva, per i reati contro la religione cattolica, pene pesanti e pesantissime fino alla pena di morte, nella forma più grave, detta di “speciale esemplarità” (tit. IX, art. 50, comma 1), di cui al libro II – titolo I – “De' delitti che hanno relazione alla Religione ed ai suoi Ministri” - articoli da 73 a 82.

L'art. 73 puniva la bestemmia con la pena da 1 a 3 anni di “opera pubblica” (lavoro obbligatorio), mentre la profanazione delle sacre funzioni (art. 75) era punita colla galera (art. 50, pena più dura della detenzione) dai 5 anni ai 10, pena che veniva portata dai 15 ai 20 anni, in caso di “perturbazione violenta” (art. 72), salvo le aggravanti, la distruzione in luogo pubblico di un'immagine o oggetto ritenuto sacro prevedeva l'applicazione della pena dai 5 ai 10 anni di galera (art. 79), che salivano dai 10 ai 15 anni se veniva commessa in luogo sacro (art. 78), il furto sacrilego (art. 80), ad esempio il furto della pisside con dispersione delle ostie consacrate, prevedeva l'applicazione della pena di morte nella forma detta di “esemplarità”, mediante taglio della testa e sua esposizione in pubblica vista sul palco della giustizia (‘'Dispaccio 20 maggio 1837, nº 34 p. 119 Rac. Leg. Pont.'’).

Occorre sottolineare che, diversamente dagli altri reati, con esclusione di quelli di lesa maestà, i reati contro la religione erano imprescrittibili, come previsto al Libro I - Titolo VIII - art. 47 del suddetto Regolamento Penale Pontificio. 

Il capitolo X – “Dei delitti contro i buoni costumi e contro l'onestà” - conteneva profonde disparità di trattamento nel caso della violenza carnale, che prevedeva la pena base dai 10 ai 15 anni di galera (art. 173), mentre nel caso di “violenta cognizione di donna libera” (art. 175) la pena veniva ridotta di uno o due gradi rispetto alla pena prevista dall'art. 173, ma la pena era la “galera perpetua”, se la violenza avveniva contro donna sposata (Adulterio violento art. 176).

A norma del medesimo art. 176 l'adulterio tra due adulti consenzienti era punito con 5 anni di galera per “ambedue i delinquenti”, la stessa pena base prevista per i giudici rei di corruzione per avere provocato la condanna di un innocente (art. 196 e segg.).

I canti osceni, sia di giorno, sia di notte, erano puniti con la detenzione dai 10 giorni ad un mese (art. 186), ma i colpevoli di delitto consumato contro natura (art. 178) erano puniti con la “galera perpetua”, che comportava la morte civile del condannato (art. 57).

Il Titolo XXII – Dell'aborto procurato - (art. 510) puniva la donna per l'aborto procurato con effetto, mediante 10 anni di galera e con 5 anni se l'aborto non seguiva, ma la pena prevedeva la galera perpetua per aborto procurato da un medico, cerusico, speziale, levatrice o chiunque forniva o suggeriva i mezzi per eseguirlo oppure se seguiva la morte della donna incinta (art. 513).

Va precisato comunque che, anche i codici penali di altri stati preunitari prevedevano generalmente pene severe, e in alcuni casi quanto le norme penali pontificie, anche se ad esempio il codice penale del Granducato di Toscana puniva la bestemmia volontaria (art. 136) con la pena da 1 a 5 anni di carcere, ma la pena era fortemente ridotta, da 1 a 6 mesi, se la bestemmia era “scappata” o pronunciata per ignoranza, mentre l'art. 73 del Regolamento penale pontificio non distingueva e assegnava comunque per bestemmia la pena da 1 a 3 anni di opera pubblica, (lavoro obbligatorio), pena ben più dura del carcere.

Anche il matrimonio era celebrato solo con rito religioso, pertanto due cittadini pontifici potevano sposarsi solo se appartenevano alla stessa religione e, in caso di diversa religione, uno dei due doveva convertirsi, mentre il codice civile dell'Italia unita del 1866 introduceva al Titolo V il “matrimonio civile”, che consentiva il matrimonio anche tra persone di diversa religione o di nessuna religione ed era l'unico a valere nei confronti dello stato, per cui fino al 1929 si effettuavano due cerimonie, una civile e una religiosa, mentre dopo i Patti Lateranensi del 1929 il matrimonio religioso vale anche agli effetti civili.
La Pena di morte di esemplarità era prevista dall'art. 84 del Regolamento Penale Pontificio, oltre che per sedizione e insurrezione contro il governo e furto sacrilego (art. 80), anche per “ … divulgazione di stampe o scritti eccitanti alla rivolta.”, con la pena accessoria della perdita del patrimonio (art. 85) e, a norma dell'art. 47, l'imprescrittibilità si applicava anche a tali delitti di lesa maestà, di cui al Libro II - Titolo II del Regolamento Penale.

In occasione della caduta della Repubblica Romana furono emesse molte sentenze di morte e, in seguito,  anche nei confronti dei patrioti che aspiravano all'Italia unita, come Antonio Elia, padre di Augusto Elia, che a Calatafimi salvò la vita a Garibaldi. Antonio Elia fu condannato a morte in base alla “legge stataria”, una legge marziale che prevedeva pene molto severe, dal tribunale militare austriaco, autorizzato dal papato a mantenere l'ordine pubblico sulla costa pontificia adriatica, con l'accusa di avere nascosto un pugnale nelle fogna di fronte a casa sua, luogo dove anche altri potevano avere nascosto l'arma.
Nel 1859 in Umbria le insurrezioni per l'unità d'Italia vennero duramente represse dalle truppe pontificie straniere, comandate dal colonnello Antonio Schmidt d'Altorf, fatti tristemente noti come le Stragi di Perugia, commentate allora anche dal New York Times - infatti nello Stato Pontificio non era prevista la leva militare obbligatoria e l'Esercito dello Stato della Chiesa era solo volontario, e composto per metà di stranieri, le guardie del papa erano notoriamente soldati mercenari svizzeri inquadrati nella Guardia svizzera pontificia, il corpo degli Zuavi pontifici era formato soprattutto di soldati stranieri, come la Legione francese d'Antibo, comandata dal colonnello francese Charles D'Argy.
 
Tra i comandanti stranieri si possono elencare i francesi Christophe Louis Léon Juchault de Lamoricière, Athanase de Charette, Raphael de Courten Georges de Pimodan, il tedesco Hermann Kanzler, De Maistre, De Chevreuse, Blumesthil, Leiningen, De Bourbon Chalus, De Saisy, De La Guiche ed altri, ad esempio nel settembre 1860 a San Silvestro di Senigallia, con la retroguardia della colonna Kanzler, contro il lancieri Milano rimasero sul campo 134 bersaglieri tedeschi, compreso il loro comandante barone tedesco Rohner
L'alto numero di stranieri nelle schiere pontificie fece affermare al generale sardo-piemontese Efisio Cugia, dopo la battaglia di Castelfidardo: Che nomi! … si direbbe che è la lista di una festa da ballo alla corte di Luigi XIV.

Le truppe straniere francesi erano generalmente utilizzate per presidiare la zona pontificia tirrenica, mentre la zona adriatica era controllata dalle truppe austriache.
Nel 1867 a Roma, in via della Lungaretta 97, presso il lanificio Ajani, venne scoperta la sede dove si organizzava un'insurrezione per l'unità del Lazio e di Roma all'Italia, gli zuavi pontifici assaltarono il lanificio e furono brutalmente uccisi, tra gli altri, anche la patriota risorgimentale Giuditta Tavani Arquati incinta, il figlio bambino e il marito, l'episodio dell'eccidio al lanificio Ajani è citato nel film di Luigi Magni, In nome del Papa Re e a Trastevere una lapide ricorda l'eccidio, il 1º novembre 1909 piazza Romana, che si trovava nei pressi del lanificio di via della Lungaretta 97, venne rinominata Piazza Giuditta Tavani Arquati.
Nello Stato Pontificio il tasso di analfabetismo era elevato, l'istruzione facoltativa e controllata dalla chiesa, su proposta di una commissione il vescovo era competente a nominare e revocare degli insegnanti, l'insegnamento prevedeva anche obblighi di pratica religiosa ed era impartito prevalentemente da religiosi, l'istruzione secondaria era riservata ai soli maschi, i libri erano stabiliti dal governo e stampati tutti a Roma, presso l'ospizio apostolico di San Michele a Ripa al rione Trastevere: gli insegnanti che non sceglievano questi testi erano multati.
Da notare che l'istruzione femminile era spesso limitata ai lavori di casa e manuali e al saper leggere, raramente allo scrivere.
Secondo un testo del 1862, il segretario di stato pontificio cardinale Giacomo Antonelli avrebbe favorito i suoi fratelli facendoli accedere a cariche importanti e nel commercio, un fratello dell'Antonelli era governatore della Banca Romana, un altro conservatore al Municipio di Roma e un terzo, con sostegno bancario, monopolizzava il commercio di generi alimentari, in altro testo il cardinale Antonelli viene indicato come un “Richelieu italiano“.
Molta risonanza all'estero ebbe il Caso Edgardo Mortara, il bambino ebreo bolognese, nato il 27 agosto 1851, battezzato all'insaputa dei suoi genitori, nel suo primo anno di vita, dalla domestica cristiana, che lo riteneva a rischio di morte imminente a causa di una malattia e sottratto ai genitori ebrei, ai quali fu tolta la patria potestà, perché al bambino ex ebreo battezzato doveva essere assicurata una educazione cristiana nella Casa dei Catecumeni, un istituto per ebrei convertiti, sovvenzionato con le tasse che lo Stato Pontificio riscuoteva dalle Sinagoghe.

Le leggi pontificie non consentivano il battesimo senza il consenso dei genitori, ma tale battesimo era da ritenersi valido perché avvenuto in quanto i genitori ebrei avevano assunto la domestica cristiana eludendo le norme, che vietavano l'assunzione di dipendenti cristiani da parte di ebrei, infatti, anche se largamente disattese, le norme prevedevano che non si potessero assumere direttamente lavoratori dipendenti di altra religione.

Un caso analogo, il caso Montel si era verificato nel 1840 a Fiumicino, nei confronti della coppia francese Daniel Montel e Miett Crémieux, entrambi di religione ebraica e in viaggio, alla quale venne temporaneamente sottratta la neonata, partorita dalla signora Miett Crémieux su suolo pontificio, perché battezzata alla nascita da una donna cristiana, che aveva assistito al parto, all'insaputa dei genitori e forse non conoscendo la religione della coppia. 

L'intervento delle autorità francesi impedì però che la neonata, battezzata contro la volontà dei genitori, fosse trattenuta nello Stato Pontificio per essere educata cristianamente nella Casa dei Catecumeni almeno fino alla maggiore età,. 

Il caso Montel sarà ricordato dalla stampa internazionale, quando si verificò il ben più noto caso Mortara, che, non fu l'unico nel tempo, ma certamente il più conosciuto.
 contribuendo a convincere l'opinione pubblica internazionale, che lo Stato Pontificio fosse gravemente arretrato ed oscurantista.
Con l'unità d'Italia sarà abolito il Foro ecclesiastico, introdotto il codice civile italiano, orientato su principi laici, come anche l'istruzione pubblica resa obbligatoria, tutti i cittadini saranno uguali di fronte alla legge, con accesso a impieghi e cariche pubbliche, senza discriminazioni di religione professata, come invece avveniva nello stato teocratico pontificio. 

Dopo l'annessione al Regno d'Italia e nonostante la grande diversità culturale dello Stato Pontificio, rispetto al Regno di Sardegna ed alle sue leggi, le popolazioni ex pontificie si adattarono alle nuove e profondamente diverse norme previste dalla Piemontesizzazione, infatti nei territori ex pontifici non si verificò nessun equivalente della cosiddetta Questione meridionale, né vi furono rivolte anti-sabaude, neppure per l'introduzione della leva militare obbligatoria, prima inesistente e va riconosciuto che ciò avvenne, sia per la diversa storia multisecolare, che per la diversa cultura civica presente nei territori dello Stato Pontificio, rispetto ad altri territori nel Sud della penisola.

### Altre critiche
Inoltre, come rilevato da diversi autori e dal CICAP (Comitato italiano per il controllo delle affermazioni sulle pseudoscienze), la pseudostoria del "genocidio meridionale" di cui la vicenda di Fenestrelle rappresenta un caso emblematico, sarebbe inoltre un tentativo analogo a quanto avvenuto in Francia da parte di ambienti di estrema destra o cattolici conservatori, ossia di riproporre in Italia tesi revisioniste simili a quelle sul cosiddetto "genocidio vandeano", esposte da Reynald Secher; in Italia il volume dello storico francese è pubblicato dalla casa editrice Effedieffe, legata al giornalista cattolico tradizionalista e complottista Maurizio Blondet. Le tesi neomeridionaliste e neoborboniche sarebbero perfino antecedenti a quelle di Secher, nella versione di Carlo Alianello, e anch'esse portate avanti poi da ambienti di destra "reazionaria" e gruppi secessionisti nordisti e meridionalisti. A differenza del revisionismo sulla Vandea, che gode di un certo credito anche presso storici, il revisionismo cattolico o neoborbonico sul Risorgimento di studiosi o saggisti come Introvigne, Pellicciari, Baima Bollone, Alianello o Pino Aprile, diffuso principalmente sulla rete e disponibili in molte pubblicazioni, non ha mai ottenuto alcun riconoscimento fuori dagli ambienti culturali e gruppi politici che li sostengono.